# Giochi della XVII Olimpiade
I Giochi della XVII Olimpiade, noti anche come Roma 1960, si sono svolti a Roma, in Italia, dal 25 agosto all'11 settembre 1960.
Roma si era già aggiudicata l'organizzazione dei Giochi olimpici del 1908, ma a seguito dell'eruzione del Vesuvio del 1906 rinunciò a tale evento, cedendo l'onore dell'organizzazione alla città di Londra.
In precedenza soltanto un'altra città italiana era stata sede di evento olimpico: Cortina d'Ampezzo, che nel 1956 fu sede dei VII Giochi olimpici invernali.

## Assegnazione

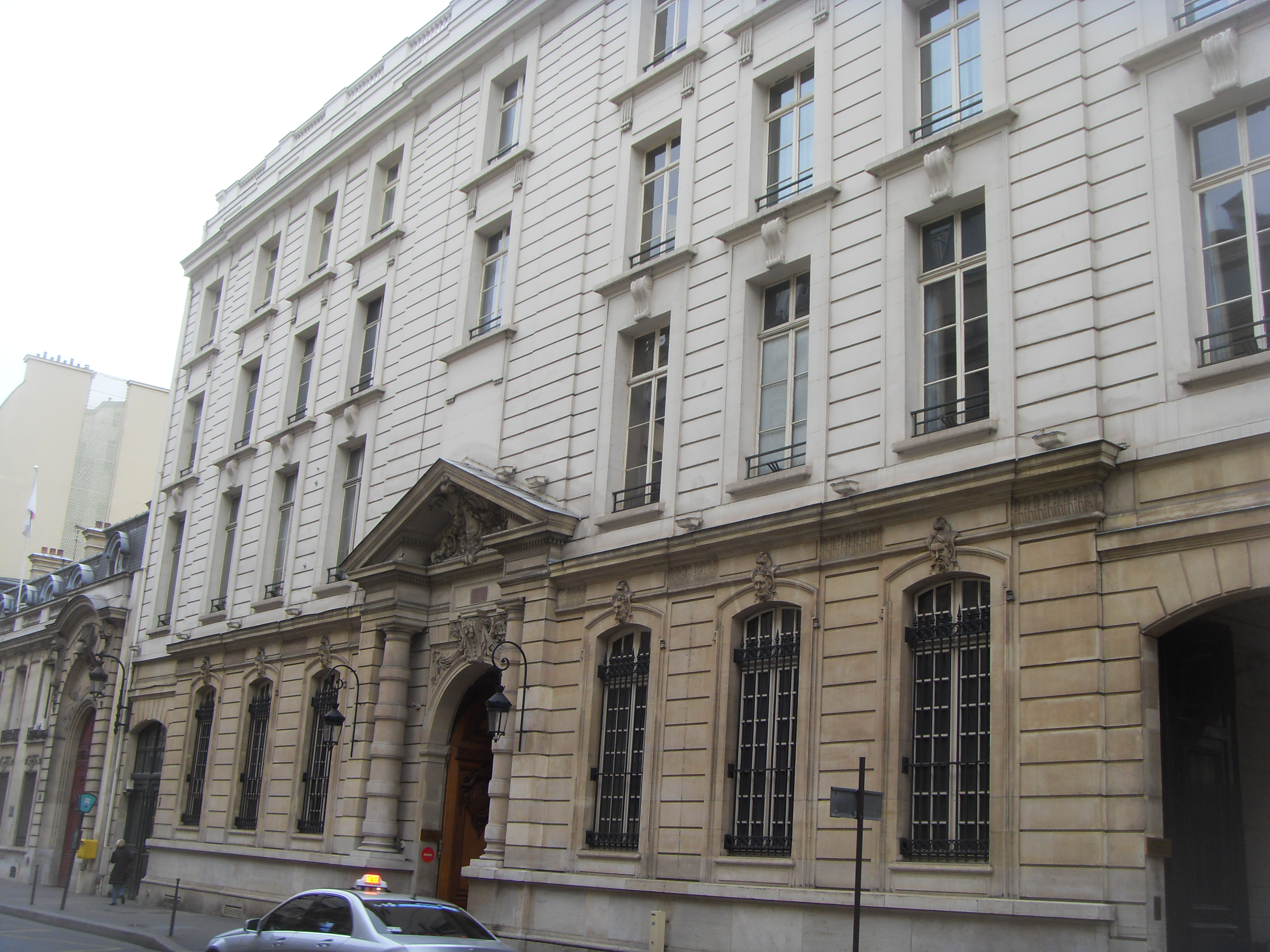
L'edificio del Circolo interalleato di Parigi, al cui interno furono assegnati dal CIO, nel 1955, i Giochi alla città di Roma.

La sesta candidatura olimpica ufficiale di Roma, in questo caso ad ospitare i Giochi della XVII Olimpiade nel 1960 coma da progetto iniziale, avvenne a inizio 1955 con la presentazione al CIO della richiesta da parte degli enti preposti: il 20 gennaio dal presidente del Consiglio dei ministri della Repubblica Italiana Mario Scelba; il 27 gennaio dal Comitato Olimpico Nazionale Italiano, a firma del presidente Giulio Onesti e del segretario generale Bruno Zauli; il 4 febbraio dal sindaco di Roma Salvatore Rebecchini.
I Giochi della XVII Olimpiade del 1960 furono assegnati il 16 giugno 1955, durante il 50º Congresso del Comitato Olimpico Internazionale (CIO) svoltosi a Parigi (nella stessa sessione venne selezionata anche la città che avrebbe ospitato gli VIII Giochi olimpici invernali, sempre nel 1960, che fu la statunitense Squaw Valley). Nella sede congressuale, ospitata nei locali del Circolo interalleato di Parigi, vennero presentate le sette candidature ufficiali: Bruxelles (Belgio), Budapest (Ungheria), Città del Messico (Messico), Detroit (Stati Uniti), Losanna (Svizzera), Roma (Italia) e Tokyo (Giappone).
Roma superò i primi due turni come candidatura più votata in entrambi i casi, ed ebbe la meglio alla terza votazione, ballottaggio finale, su Losanna con 35 voti ottenuti contro i 24 voti avuti dalla città svizzera. Il risultato fu annunciato alla platea del Congresso dal presidente del CIO Avery Brundage, con le seguenti parole:
| Candidatura       | Nazione     | Round 1 | Round 2 | Round 3 |
| Roma              | Italia      | 15      | 26      | 35      |
| Losanna           | Svizzera    | 14      | 21      | 24      |
| Detroit           | Stati Uniti | 6       | 11      | —       |
| Budapest          | Ungheria    | 8       | 1       | —       |
| Bruxelles         | Belgio      | 6       | —       | —       |
| Città del Messico | Messico     | 6       | —       | —       |
| Tokyo             | Giappone    | 4       | —       | —       |

Fu la quarta volta che l'organizzazione di un evento olimpico venne affidata dal CIO all'Italia, ma sarà la seconda edizione regolarmente svolta dopo i VII Giochi olimpici invernali del 1956 a Cortina d'Ampezzo (poiché i Giochi della IV Olimpiade del 1908 assegnati sempre a Roma furono disputati a Londra a causa dell'eruzione del Vesuvio del 1906 e i Giochi olimpici invernali 1944 assegnati a sempre a Cortina d'Ampezzo vennero annullati a causa del perdurare della seconda guerra mondiale).
Il 22 novembre 1956, durante la cerimonia di chiusura dei Giochi della XVI Olimpiade nell'impianto Melbourne Cricket Ground dell'omonima città australiana, vennero issate su dei pennoni, oltre a quella greca (nazione "patria dei Giochi"), le bandiere di Australia e Italia per il tradizionale passaggio di consegne tra la città dello stato di Victoria e Roma, con l'esecuzione dei tre inni nazionali. Il presidente del CIO Avery Brundage consegnò al sindaco di Melbourne la bandiera olimpica con il compito di conservarla per i successivi quattro anni, per poi consegnarla al sindaco di Roma, e nel dichiarare chiusi quei Giochi invitò «i giovani di tutti i paesi a riunirsi, tra quattro anni, a Roma per festeggiare i Giochi della XVII Olimpiade».

## Sviluppo e preparazione

### Organizzazione
In base alle norme del Comitato olimpico internazionale venne assegnata al Comitato olimpico nazionale italiano la responsabilità della realizzazione dei Giochi. Inizialmente, in attesa della costituzione di un Comitato Organizzatore, i primi preparativi e le prime opere furono effettuati attraverso vari organismi, alcuni dei quali rimarranno in attività anche dopo la creazione del C.O. (una "Commissione di Studio" nel 1955 per redigere un piano organizzativo; un "Comitato interministeriale", nel 1957, per collaborare al piano organizzativo; un "Comitato Provvisorio per la Gestione degli Affari Olimpici", nel novembre 1957, tramite delibera della Giunta Esecutiva del CONI e in attesa di nominare i comitati veri e propri).

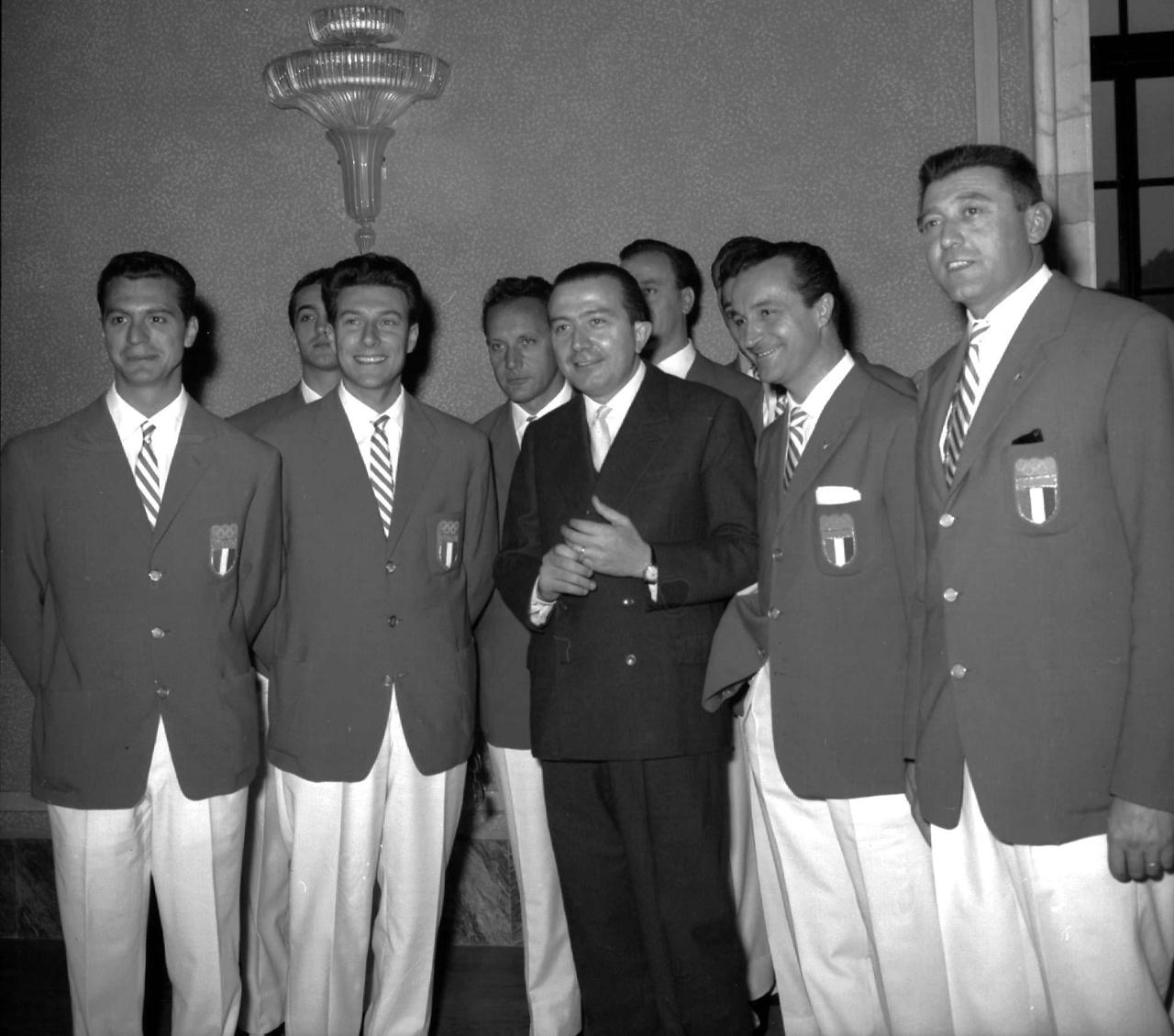
Il presidente del Comitato Organizzatore, l'on. Giulio Andreotti, assieme ad alcuni atleti italiani.

Il Comitato Organizzatore fu creato nel 1959, con presidente Giulio Andreotti, e venne affiancato, nell'organizzazione dei Giochi, da un "Comitato Esecutivo" presieduto dal presidente del CONI Giulio Onesti, con la vicepresidenza affidata a Bruno Zauli.
L'organismo tecnico che si occupò della realizzazione degli impianti di gara necessari allo svolgimento dei Giochi, fu l'ente "Costruzioni olimpiche di Roma" (con acronimo C.O.R.) creato dal CONI che, per le sedi di gara più grandi, venne affiancato anche dal "Comitato interministeriale", dal Comitato Edilizia del Comune di Roma, dalla Soprintendenza ai Monumenti e alle Belle Arti della Capitale e dal Consiglio Superiore del Ministero dei Lavori Pubblici. Per la realizzazione delle infrastrutture se ne occupò direttamente il Governo della Repubblica Italiana, attraverso i suoi ministeri.
Comitato Organizzatore
Il Comitato Organizzatore dei Giochi della XVII Olimpiade è stato l'ente costituito dal Comitato olimpico nazionale italiano con il compito di organizzare l'evento (anche attraverso degli organi tecnici e sezioni speciali alle sue dipendenze).
Il comitato, creato il 25 febbraio 1959 e sciolto il 19 ottobre 1960, ebbe come sede definitiva il Palazzo delle Federazioni, in viale Tiziano a Roma, nelle vicinanze del Villaggio Olimpico. La presidenza dell'ente venne conferita già in precedenza, il 20 novembre 1958, dall'Assemblea Generale del CONI al ministro Giulio Andreotti, che fu acclamato all'unanimità come tale su proposta del presidente del CONI Giulio Onesti; Marcello Garroni ebbe il ruolo di segretario generale. Insediatosi per la prima volta il 26 marzo 1959, il C.O. fu formato da quaranta membri, oltre al segretario generale: i due membri italiani del CIO, sei rappresentanti del CONI (presidente, ex presidente, vicepresidente, segretario, e altri due membri), dieci autorità civili (presidente della provincia, presidente dell'Ente di Promozione Turistica, prefetto e sindaco di Roma, sindaco di Castel Gandolfo, rappresentante del Comune di Napoli, direttore generale delle Antichità e Belle Arti, supervisore dei Lavori Pubblici del Lazio, presidente dell'USSI, presidente di Confindustria), un'autorità militare, un ministro del Governo della Repubblica Italiana, quattro tecnici, i quindici presidenti delle federazioni nazionali interessate dai Giochi (FIDAL, FIAP, FCI, FIGC, FGI, FIHP, FIN, FIP, FIS, FITPA, FISE, FPI, USVI, FIC, UITS) e un presidente di altra federazione (FMI).

### Sedi
Per i Giochi della XVII Olimpiade i trenta impianti di gara utilizzati furono così dislocati: venti nella città di Roma; tre nei comuni vicini di Castel Gandolfo, Montelibretti e Rocca di Papa, situati nel Lazio, e ancor più nello specifico nella Provincia di Roma; due a Napoli, in Campania; uno ciascuno a Firenze, Grosseto e Livorno in Toscana e a L'Aquila e Pescara in Abruzzo. Degli otto impianti di allenamento, tutti si trovarono nella città di Roma. Anche il Villaggio Olimpico fu realizzato a Roma, con due distaccamenti per pochi atleti e discipline localizzati sempre a Roma e a Rocca di Papa (oltre ad accordi con strutture alberghiere a Castel Gandolfo e Napoli).

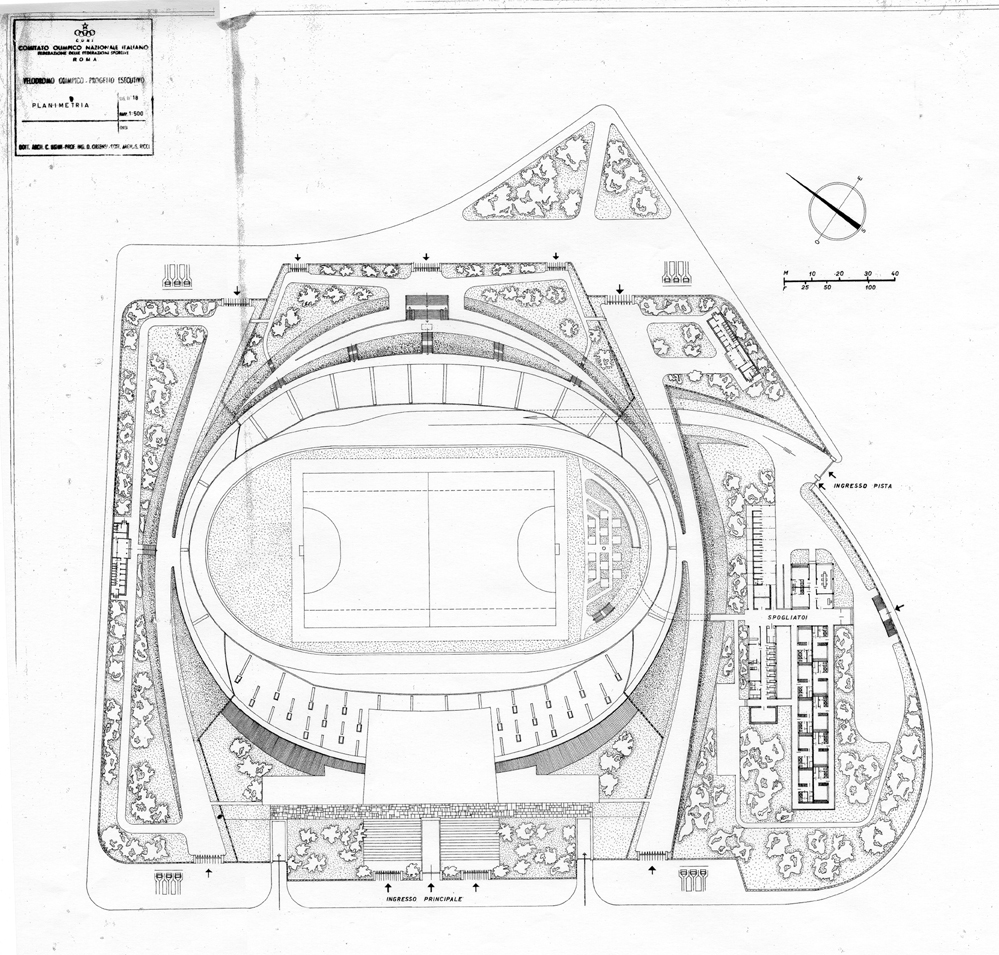
Planimetria di progetto del Velodromo Olimpico.

Le sedi di gara, ad esclusione degli impianti calcistici fuori della Capitale, furono suddivise e inserite tutte in due cluster cittadini: il "Centro Olimpico Nord" (gli impianti del Foro Italico e nelle vicinanze, più quelli di Castel Gandolfo, Montelibretti e Rocca di Papa) e il "Centro Olimpico Sud" (tutti gli impianti dell'EUR o vicini a esso, più il Golfo di Napoli. per le regate veliche).

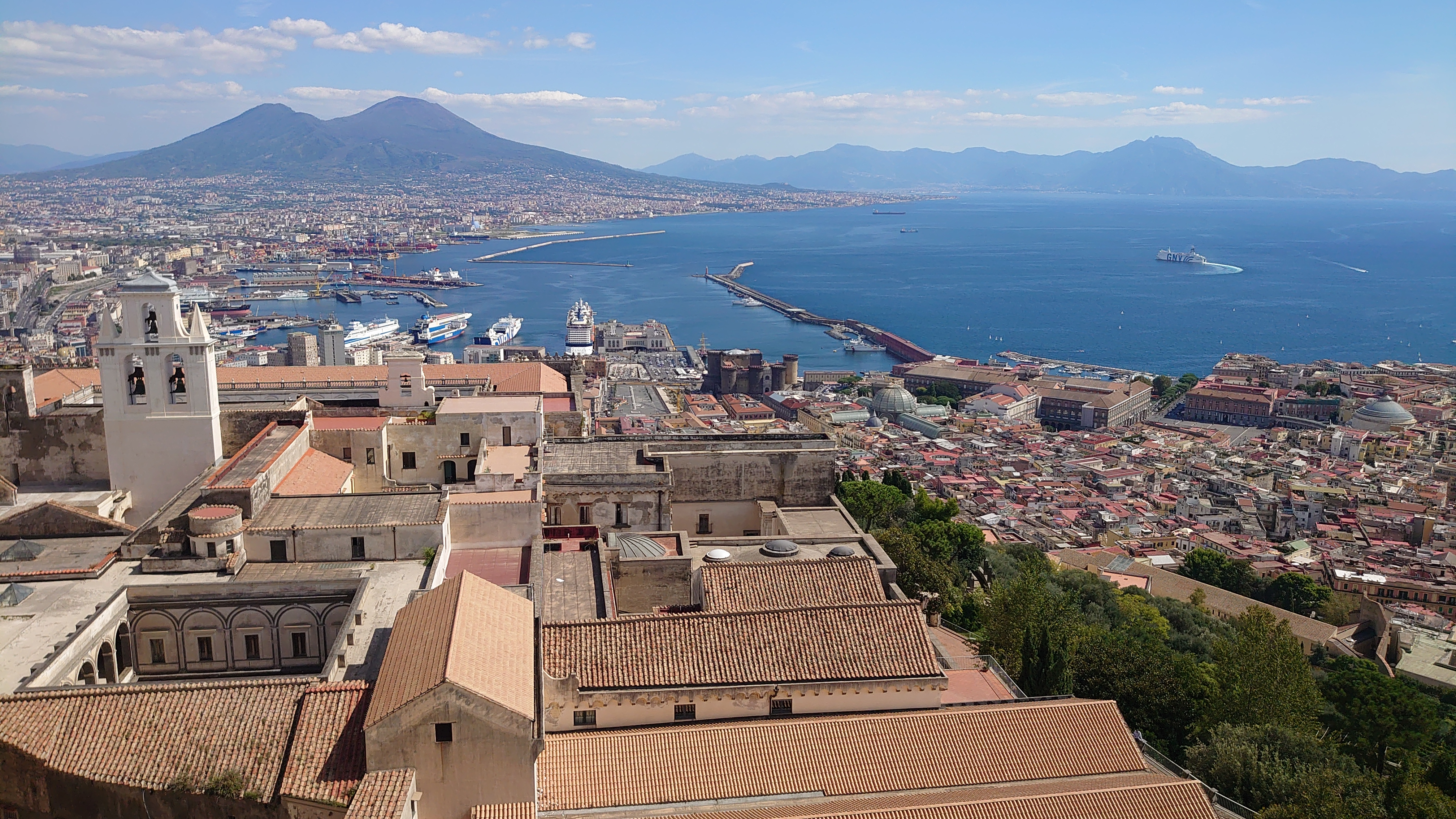
Il golfo di Napoli, sede designata per le regate veliche delle Olimpiadi 1960, visto dal Maschio Angioino

Delle trenta sedi ufficiali, nove furono i nuovi impianti permanenti progettati e realizzati (il Palazzetto dello Sport, il Palazzo dello Sport, la Piscina delle Rose, lo Stadio del Nuoto, lo Stadio Flaminio, lo Stadio Tre Fontane, il Velodromo Olimpico, il Centro Olimpico di Castel Gandolfo e i Pratoni del Vivaro), uno solo l'impianto esistente da completare (Stadio Olimpico), cinque gli impianti esistenti adeguati o ristrutturati per i Giochi (il Campo di Tiro a volo Lazio, il Poligono Olimpico, il Poligono di Cesano, Piazza di Siena e lo Stadio dei Marmi), quattro le strutture esistenti temporaneamente adibite a impianti sportivi (il Palazzo dei Congressi, la Basilica di Massenzio, le Terme di Caracalla e gli Impianti per la vela), tre gli impianti temporanei (il Circuito di Grottarossa, il Circuito di via Cristoforo Colombo e la Via dei Trionfi) e, infine, otto gli impianti esistenti senza particolari di lavori (il Circolo del Golf Roma Acquasanta, il Centro Militare di Equitazione e gli stadi di calcio di Firenze, Grosseto, L'Aquila, Livorno, Napoli e Pescara). Rispetto alle sedi proposte in maniera molto sommaria in fase di candidatura, non vi furono modifiche sostanziali nella lista finale dei Giochi.
Gli organizzatori si prefissero di evitare costi elevati, creando spazi funzionali da gestire con il minimo costo; fu fatta un'eccezione il Palazzo dello Sport, poiché lo richiedevano le discipline che si sarebbero dovute svolgere al suo interno e per via della particolare zona in cui doveva sorgere. Per le sedi sussidiarie si stabilì, per quanto possibile, di utilizzare quelle già esistenti e che potevano essere facilmente adattate o migliorate. Infine, per il dimensionamento della capienza di spettatori degli impianti, si tenne conto sia degli eventi dei Giochi Olimpici sia del loro riutilizzo post evento. Alcuni impianti furono di grande importanza architettonica, anche per l'aver affidato a ingegneri e architetti di alta professionalità la loro progettazione (come Annibale Vitellozzi, Enrico Del Debbio, Marcello Piacentini, Maurizio Clerici e Pierluigi Nervi) e questi impianti, insieme ad alcuni interventi urbanistici, modificarono completamente l'aspetto di alcuni quartieri di Roma, influenzando anche lo sviluppo della città nei successivi decenni.

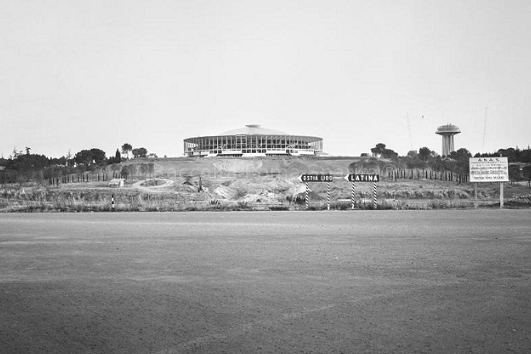
Il Palazzo dello Sport in costruzione.

I lavori per la costruzione dei nuovi impianti, la ristrutturazione di quelli esistenti, la realizzazione di sedi temporanee e del villaggio olimpico furono curati da "Costruzioni Olimpiche di Roma" (C.O.R.) del Comitato olimpico nazionale italiano, in collaborazione per le sedi di gara più grandi con il "Comitato interministeriale" per gli impianti sportivi, il Comitato Edilizia del Comune di Roma, la Soprintendenza ai Monumenti e alle Belle Arti della Capitale e il Consiglio Superiore del Ministero dei Lavori Pubblici; Il C.O.R. divise le opere in programma in tre settori: "sedi di gara", "sedi sussidiarie" (per gli allenamenti) e "villaggio olimpico". Furono escluse dalle opere del C.O.R. i lavori di completamento dello Stadio Olimpico, iniziato nel 1937, in quanto seppur furono effettuati allo scopo di potervi svolgere i Giochi, il CONI li portò avanti direttamente e li concluse ancor prima dell'assegnazione delle Olimpiadi, convinto che questa scelta sarebbe stata strategica a persuadere i votanti del Comitato olimpico internazionale a conferire alla capitale italiana l'evento, e i lavori per le regate di vela nel Golfo di Napoli, poiché in questo caso intervenne direttamente il Ministero dei Lavori Pubblici per sviluppare e rendere maggiormente efficienti i quattro porti cittadini di Napoli a Molosiglio, Santa Lucia, Mergellina e Posillipo.
Il costo totale per le opere sugli impianti permanenti e temporanei sedi di gara e di allenamento, compreso il completamento dell'Olimpico che venne inserito in questo bilancio, fu di 11332162525 L., e la spesa per il Villaggio Olimpico fu di 8000000000 L., ai quali vanno aggiunti circa 7000000000 L. per la bonifica dell'area scelta, ben oltre la cifra preventivata di 12000000000 L. in fase di candidatura, che comprendeva sia gli impianti e il villaggio olimpico sia il costo organizzativo dell'evento.
A Giochi conclusi, il CONI che si era assunto l'onere di costruzione dei nuovi impianti attraverso il C.O.R., come da accordi precedenti all'evento trasferì la proprietà delle strutture sportive permanenti costruite agli enti locali (il Comune di Roma e l'azienda pubblica italiana EUR S.p.A.), mantenendo a sé quella degli impianti del Foro Italico. Il complesso del Villaggio Olimpico venne invece consegnato all'INCIS, che lo trasformò in un quartiere residenziale per 6 500 abitanti, con gli alloggi destinati agli impiegati statali.

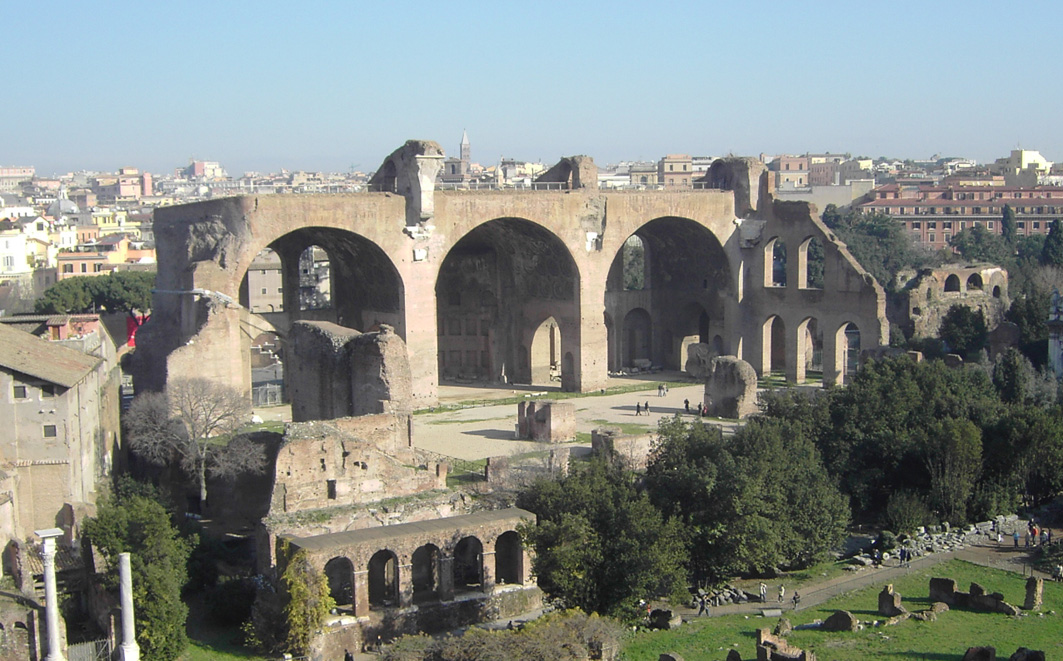
La basilica di Massenzio.

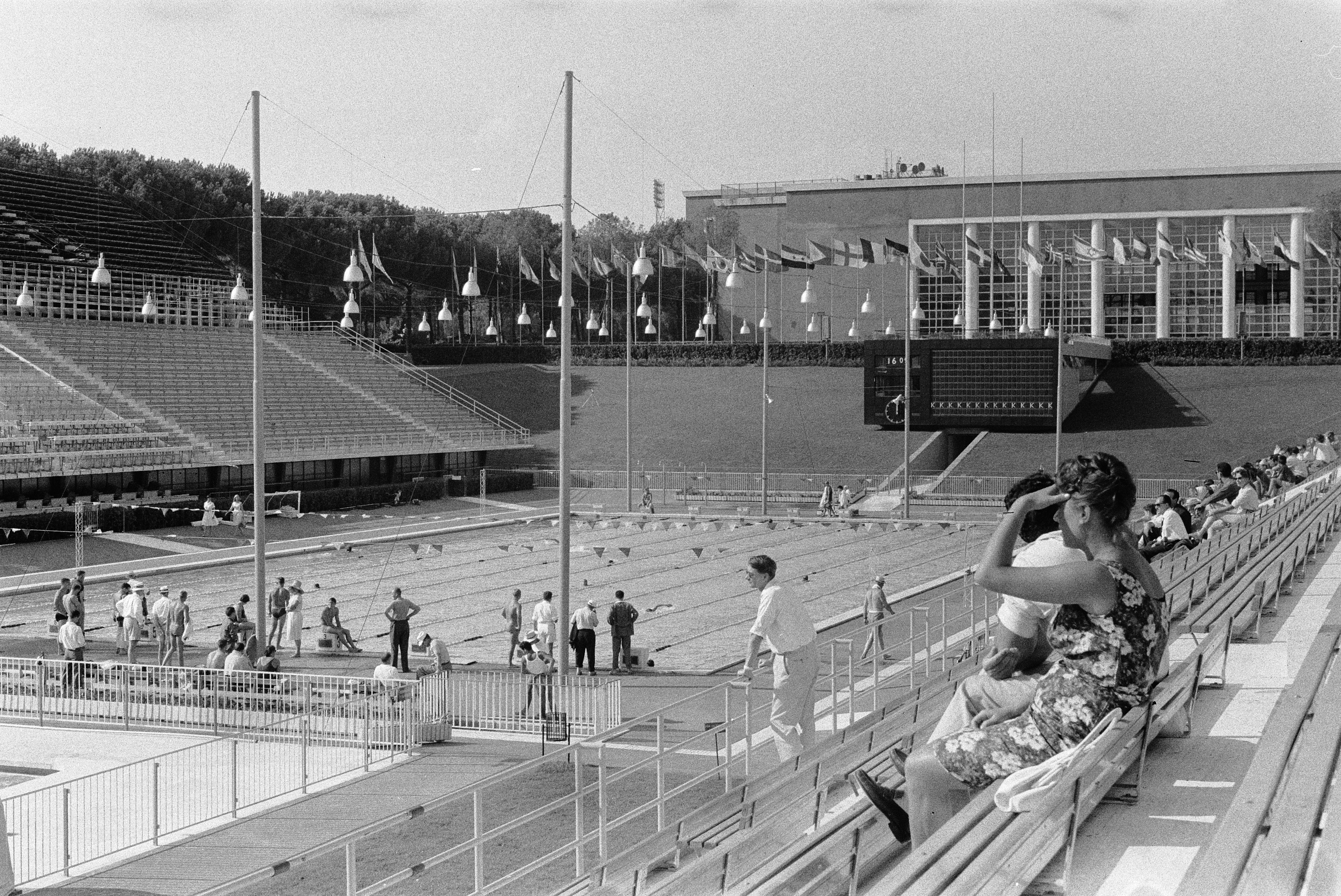
Lo stadio del Nuoto durante i Giochi.

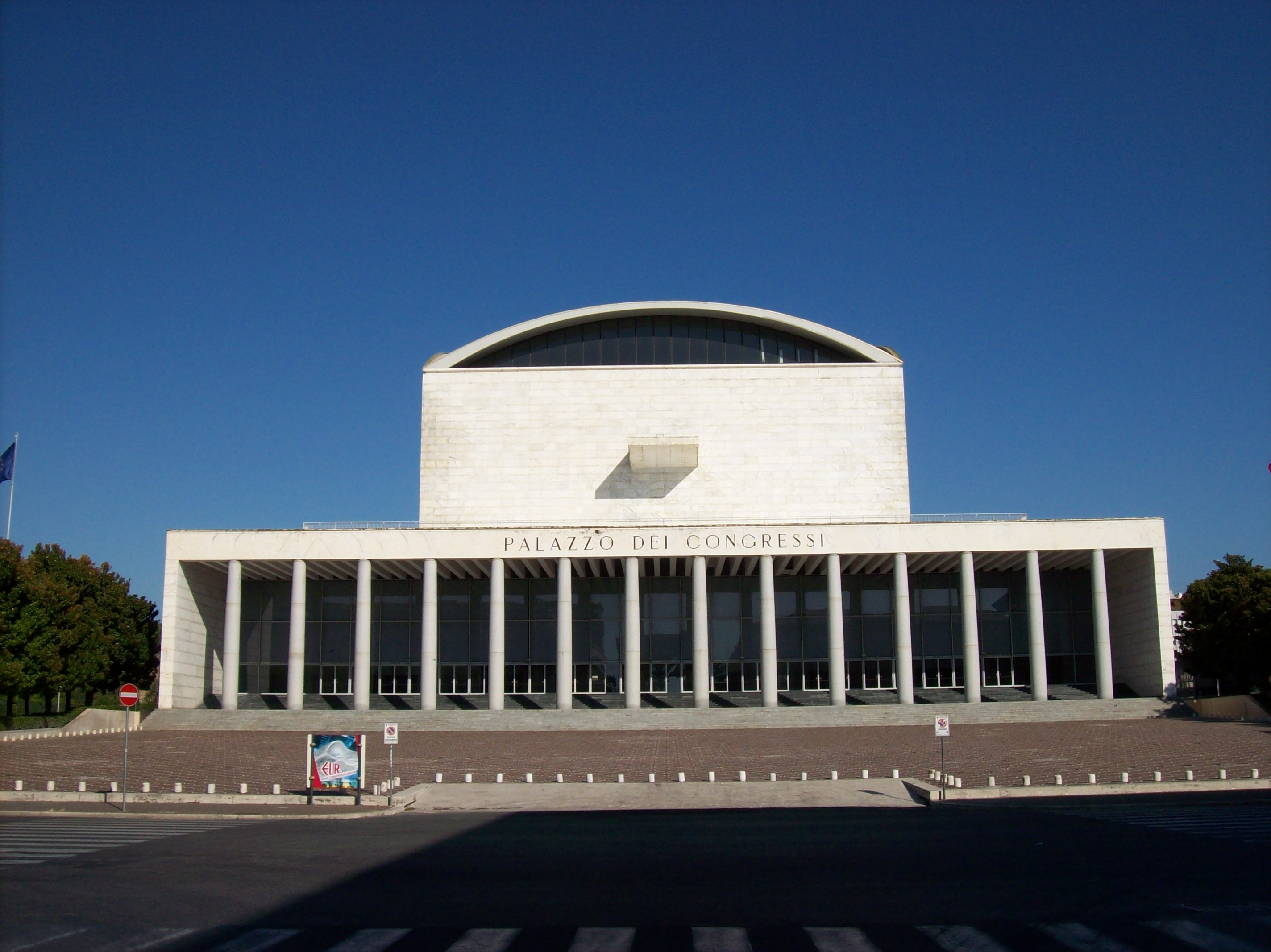
Il Palazzo dei Congressi, sede delle gare di scherma.

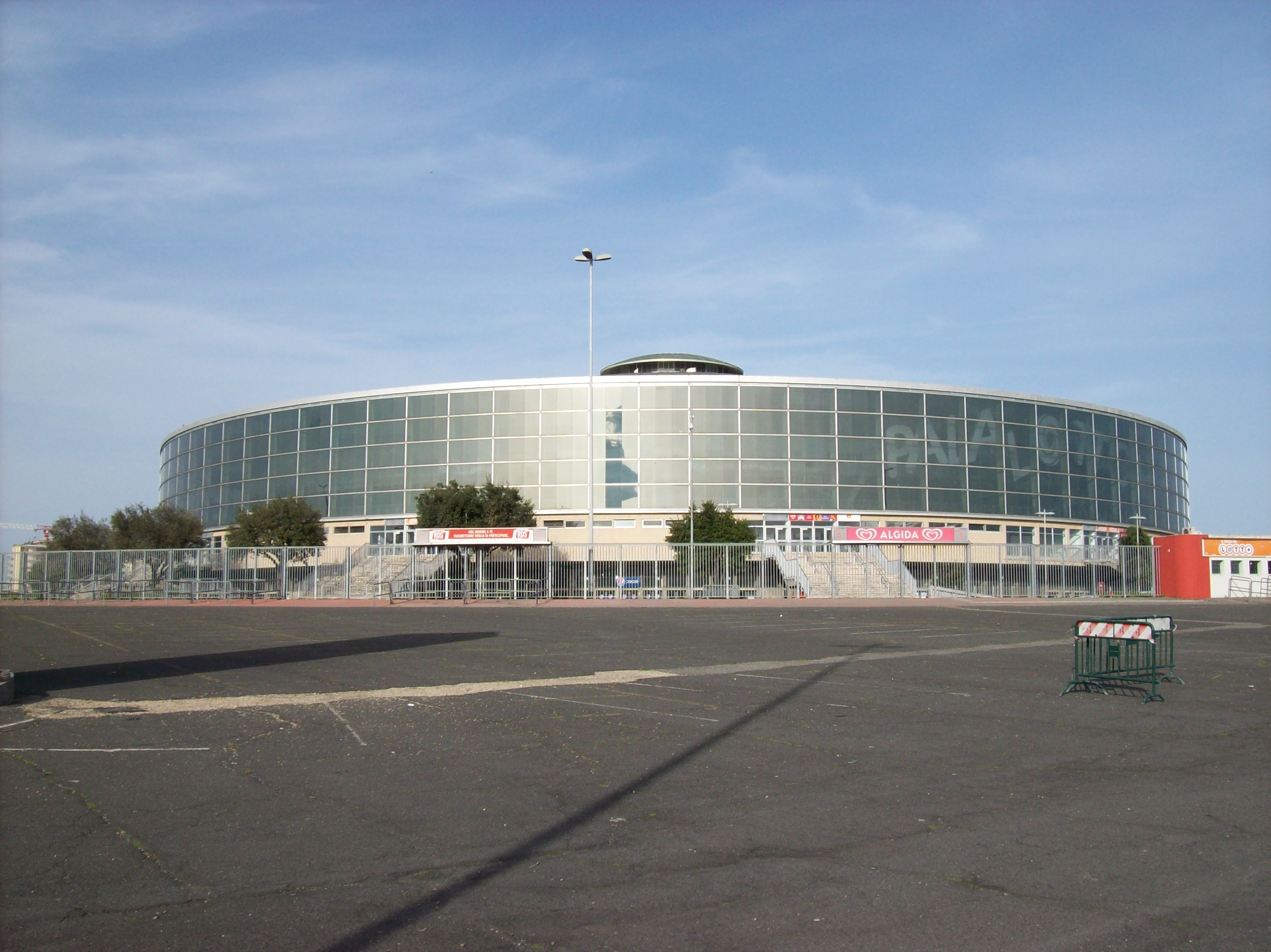
Il Palazzo dello Sport.

Lo stadio Comunale di Firenze, tra le sedi di gara fuori Roma.

Sedi non competitive
| Città | Impianto        | Capacità | Evento                |
| ----- | --------------- | -------- | --------------------- |
| Roma  | Stadio Olimpico | 90 000   | Cerimonia di apertura |
| Roma  | Stadio Olimpico | 90 000   | Cerimonia di chiusura |

Sedi di gara
| Città                | Impianto                           | Capacità | Sport              |
| -------------------- | ---------------------------------- | -------- | ------------------ |
| Roma                 | Basilica di Massenzio              | 5 300    | Lotta              |
| Roma                 | Campo di Tiro a volo Lazio         | 2 000    | Tiro               |
| Roma                 | Circolo del Golf Roma Acquasanta   | -        | Pentathlon moderno |
| Roma                 | Circuito di Grottarossa            | 8 000    | Ciclismo           |
| Roma                 | Circuito di via Cristoforo Colombo | 7 500    | Ciclismo           |
| Roma                 | Palazzetto dello Sport             | 5 600    | Pallacanestro      |
| Roma                 | Palazzetto dello Sport             | 5 600    | Sollevamento pesi  |
| Roma                 | Palazzo dei Congressi              | -        | Pentathlon moderno |
| Roma                 | Palazzo dei Congressi              | -        | Scherma            |
| Roma                 | Palazzo dello Sport                | 15 000   | Pallacanestro      |
| Roma                 | Palazzo dello Sport                | 15 000   | Pugilato           |
| Roma                 | Piazza di Siena                    | 15 000   | Equitazione        |
| Roma                 | Piscina delle Rose                 | 3 850    | Pallanuoto         |
| Roma                 | Poligono di Cesano                 | -        | Tiro               |
| Roma                 | Poligono Olimpico                  | -        | Pentathlon moderno |
| Roma                 | Poligono Olimpico                  | -        | Tiro               |
| Roma                 | Stadio dei Marmi                   | 15 000   | Hockey su prato    |
| Roma                 | Stadio del Nuoto                   | 20 000   | Nuoto              |
| Roma                 | Stadio del Nuoto                   | 20 000   | Pallanuoto         |
| Roma                 | Stadio del Nuoto                   | 20 000   | Pentathlon moderno |
| Roma                 | Stadio del Nuoto                   | 20 000   | Tuffi              |
| Roma                 | Stadio Flaminio                    | 42 000   | Calcio             |
| Roma                 | Stadio Olimpico                    | 90 000   | Atletica leggera   |
| Roma                 | Stadio Olimpico                    | 90 000   | Equitazione        |
| Roma                 | Stadio Tre Fontane                 | 10 000   | Hockey su prato    |
| Roma                 | Terme di Caracalla                 | 5 300    | Ginnastica         |
| Roma                 | Velodromo Olimpico                 | 20 000   | Ciclismo           |
| Roma                 | Velodromo Olimpico                 | 20 000   | Hockey su prato    |
| Roma                 | Via dei Trionfi                    | 12 000   | Atletica leggera   |
| Castel Gandolfo (RM) | Lago Albano                        | 10 000   | Canoa/Kayak        |
| Castel Gandolfo (RM) | Lago Albano                        | 10 000   | Canottaggio        |
| Firenze              | Stadio Comunale                    | 60 000   | Calcio             |
| Grosseto             | Stadio Comunale                    | 18 000   | Calcio             |
| L'Aquila             | Stadio Comunale                    | 20 000   | Calcio             |
| Livorno              | Stadio Ardenza                     | 25 000   | Calcio             |
| Montelibretti (RM)   | Centro Militare di Equitazione     | -        | Pentathlon moderno |
| Napoli               | Golfo di Napoli                    | -        | Vela               |
| Napoli               | Stadio di Fuorigrotta              | 90 000   | Calcio             |
| Pescara              | Stadio Adriatico                   | 21 000   | Calcio             |
| Rocca di Papa (RM)   | Pratoni del Vivaro                 | -        | Equitazione        |

Sedi d'allenamento
| Città | Impianto                                  | Capacità | Sport                |
| ----- | ----------------------------------------- | -------- | -------------------- |
| Roma  | Campi di Tor di Quinto                    | -        | Calcio               |
| Roma  | Centro sportivo dell'Acqua Acetosa        | -        | Calcio               |
| Roma  | Centro sportivo dell'Acqua Acetosa        | -        | Ginnastica artistica |
| Roma  | Centro sportivo dell'Acqua Acetosa        | -        | Hockey su prato      |
| Roma  | Centro sportivo dell'Acqua Acetosa        | -        | Lotta                |
| Roma  | Centro sportivo dell'Acqua Acetosa        | -        | Nuoto                |
| Roma  | Centro sportivo dell'Acqua Acetosa        | -        | Pugilato             |
| Roma  | Scuola Nazionale del Corpo Antincendiario | -        | Atletica leggera     |
| Roma  | Stadio delle Terme di Caracalla           | -        | Atletica leggera     |
| Roma  | Stadio delle Terme di Caracalla           | -        | Tiro                 |
| Roma  | Stadio degli Eucalipti                    | 5 000    | Atletica leggera     |
| Roma  | Stadio della Farnesina                    | -        | Atletica leggera     |
| Roma  | Stadio della Stella Polare                | 10 000   | Atletica leggera     |
| Roma  | Stadio della Stella Polare                | 10 000   | Tiro                 |
| Roma  | Stadio militare Silvano Abba              | -        | Atletica leggera     |

Villaggio Olimpico

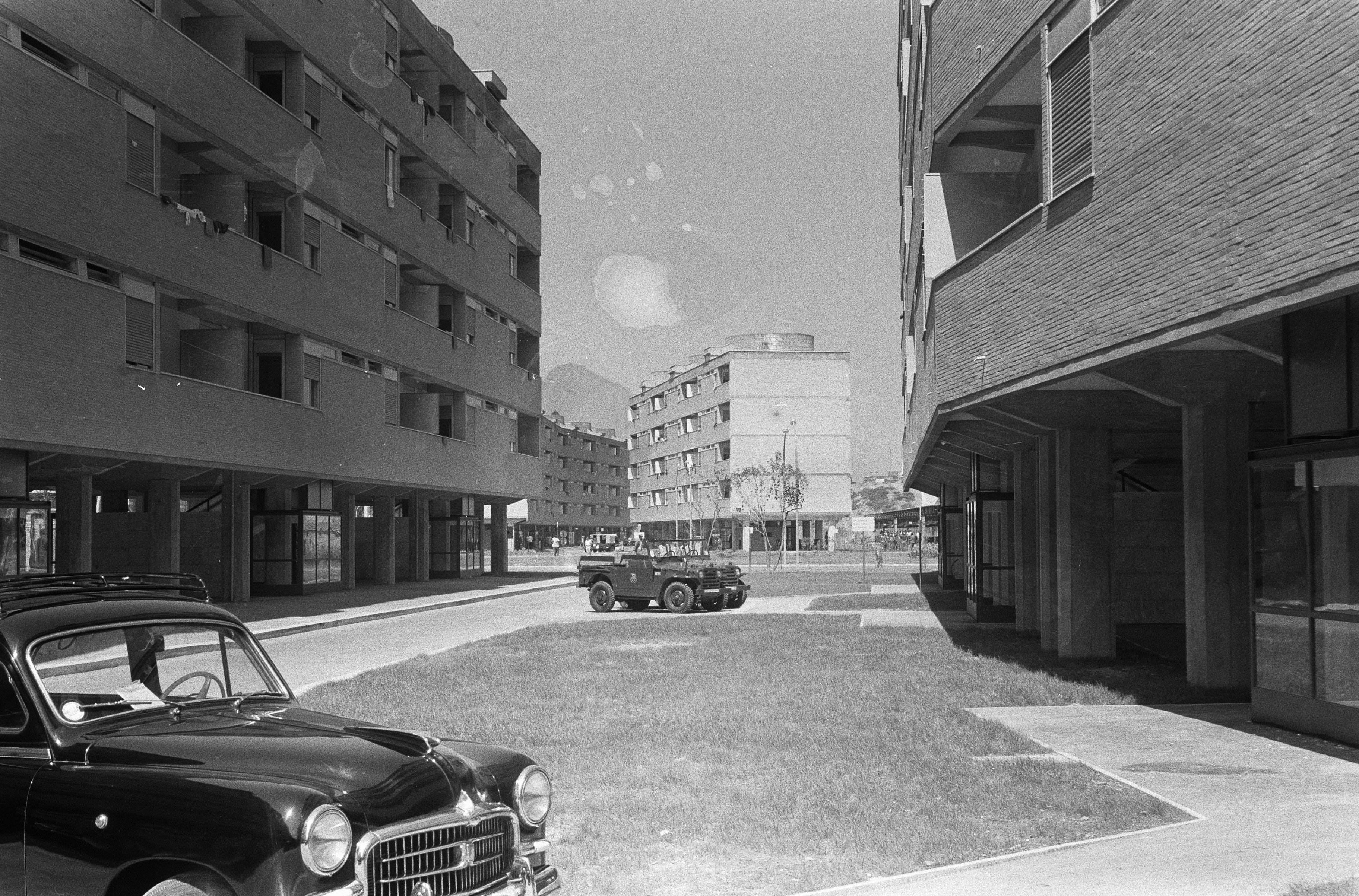
Gli edifici del Villaggio olimpico di Roma 1960, durante l'evento.

Il Villaggio Olimpico di Roma fu un complesso di edifici a carattere permanente e temporaneo sorto nel quartiere Parioli (vicino al Foro Italico), in un'area di 350000 m² per un volume di 582568 m³, per ospitare approssimativamente 4 000 atleti partecipanti ai Giochi. La cerimonia di inaugurazione si ebbe il 25 luglio 1960 e, tra il 25 luglio e il 20 settembre, il villaggio ospitò effettivamente circa 8 000 persone, tra atleti, funzionari tecnici e accompagnatori di tutte le discipline (ad eccezione dei calciatori, dei canottieri, dei velisti e dei cavalieri) e operatori (2 833 tra medici, fisioterapisti, cuochi, addetti alle pulizie, agenti di sicurezza ecc.).
Gli alloggi per gli atleti furono collocati nei trentatré edifici a carattere permanente, dai due ai cinque piani, divisi in due zone ("maschile" e "femminile") separate tra loro dal viadotto di corso di Francia, per un totale di 1 348 appartamenti, pari a 4 723 vani con uno o due posti letto; gli edifici a carattere temporaneo furono ventiquattro, per un totale di 2 960 vani con destinazione di accoglienza, punto informazione, uffici di banca, posta e telefoni pubblici, ristoranti e capannoni magazzino.
Vi furono anche alcuni distaccamenti del Villaggio Olimpico, per questioni legate alla tipologia di sport e di distanza delle sedi di gara: a Villa Glori, sempre nel quartiere Parioli, furono realizzati sette edifici per l'alloggio di 100-150 cavalieri e dei rispettivi cavalli impegnati nelle gare di equitazione nella vicina a Piazza di Siena; per la stessa disciplina, anche ai Pratoni del Vivaro furono costruiti sei corpi di fabbrica per l'alloggio di 120 cavalieri e dei rispettivi cavalli; a Castelgandolfo, per i canottieri impiegati al Lago Albano, vi fu una convenzione per vitto e alloggio con l'Istituto Pio XII; a Napoli, per i velisti impegnati nelle regate sul Golfo di Napoli e per i calciatori, vi fu un accordo con alcune strutture alberghiere di I e II categoria della città, per vitto e alloggio.

### Infrastrutture

L'EUR nel 1956, con molti edifici in gran parte completati.

I Giochi della XVII Olimpiade sono stati tra i primi mega-eventi moderni ad estendersi su scala urbana; oltre alla mera costruzione delle sedi di gara, le opere (realizzate soprattutto dal Ministero dei Lavori Pubblici) compresero infrastrutture e reti tecnologiche che cambiarono il volto della città ospitante, trasformando Roma in una capitale moderna. Come arterie stradali interne alla città furono spesi 8761000000 L., tra le quali il viadotto di corso di Francia (progettato da Pier Luigi Nervi, per un costo di 1200000000 L.) e la via Olimpica (che doveva collegare il Foro Italico con l'EUR, per un costo di oltre 4000000000 L.); per le arterie stradali esterne alla città, invece, il costo fu di 3727500000 L., tra cui due strade d'accesso al Lago Albano e a Castelgandolfo, dove si disputarono le gare di canoa e canottaggio; 5000000000 L. fu infine la spesa per i collegamenti tra Roma e il resto d'Italia.
Il quartiere EUR progettato negli anni 1930 e interrotto nella sua costruzione nel 1943, ebbe una ripresa dei lavori di completamento proprio nella seconda metà degli anni 1950, in vista dei Giochi del 1960; tra gli altri, vi vennero installati i padiglioni della Fiera di Roma e fu realizzato il laghetto artificiale progettato da Marcello Piacentini.
Ma l'infrastruttura principale e più costosa fu la costruzione del nuovo scalo aeroportuale di Roma, l'aeroporto di Fiumicino, per far fronte all'aumento del traffico aereo e alle limitate possibilità di sviluppo dell'aeroporto di Ciampino; progettato già nel 1947, venne inaugurato cinque giorni prima dell'inizio dei Giochi anche se divenne operativo solo sei mesi dopo la fine dell'evento, il 15 gennaio 1961; lo scalo romano, dai 15000000000 L. preventivati, lievitò nei costi a 27000000000 L. nel febbraio 1960, e fino a 80000000000 L. a lavori conclusi.
In occasione dei grandi lavori realizzati per adeguare Roma ad accogliere i Giochi, molti artisti, tra cui Mario Mafai, Afro Basaldella e Giuseppe Capogrossi, raccontarono nei loro dipinti la città nei suoi mutamenti.

### Costi e finanziamenti
Un preventivo di spesa per i Giochi venne approntato dal Comitato olimpico nazionale italiano nel 1955, in fase di candidatura, nel quale furono stimati costi complessivi pari a 12000000000 L. (equivalenti a 18000000000 $): 6000000000 L. per gli impianti sportivi e 6000000000 L. destinati ai villaggi olimpici, alla preparazione di altre strutture e alle spese di organizzazione. Due mesi prima dell'evento, lo Stato italiano aveva redatto un suo bilancio di previsione dei costi per i Giochi di Roma, anche in questo caso inteso come costruzione degli impianti più l'organizzazione dell'evento, il tutto per una spesa totale generale salita a 18000000000 L., il budget più alto fino ad allora per la realizzazione di un'Olimpiade, superiore di circa 9 volte a quella precedente di Melbourne 1956.
A Giochi conclusi, il bilancio consuntivo per la sola organizzazione dell'evento, redatto dal Comitato Organizzatore e reso pubblico il 19 ottobre 1960 in una riunione che si tenne al Foro Italico, in cui il presidente Giulio Andreotti relazionò sulle cifre, riportò ricavi quantificabili in circa 4200000000 L. e costi per 4500000000 L., cosicché al CONI l'Olimpiade di Roma 1960 creò un disavanzo di 300000000 L..
Per gli impianti sportivi i costi (al 31 dicembre 1958) furono pari a 11332162525 L., quasi interamente a carico anch'essi del CONI, mentre per i miglioramenti infrastrutturali di Roma e delle altre località italiane interessate dai Giochi, destinati a durare anche nel tempo (come ad esempio l'aeroporto di Fiumicino), è impossibile avere un calcolo preciso delle spese, e si hanno solo stime dei costi che furono a carico del Governo italiano (a febbraio 1960 quantificati in circa 60000000000 L., compreso il Villaggio Olimpico).
I costi totali per i Giochi della XVII Olimpiade di Roma (organizzazione dell'evento, impianti sportivi e infrastrutture) possono quindi essere anch'essi solamente stimati; subito dopo la conclusione dei Giochi si parlò di spese totali per Roma 1960 pari a 98000000000 L., dei quali 57000000000 L. finanziati dal Ministero dei Lavori Pubblici e 31000000000 L. finanziati dal CONI e da altri enti, importo che comunque aumentò nel tempo anche in funzione di quelle opere pubbliche che furono progettate per le Olimpiadi ma che terminarono di essere realizzate qualche anno dopo l'evento.

### Simboli
Emblema
Lo stemma dei Giochi fu scelto attraverso un concorso nazionale lanciato il 31 gennaio 1957 dalla Sezione Arte del CONI, presieduta dal direttore generale dell'Antichità e Belle Arti Guglielmo De Angelis D'Ossat. Il bando prevedeva che i bozzetti presentati dovessero avere i seguenti elementi essenziali: "l'idea dello sport olimpico a Roma"; i cinque cerchi olimpici e la dicitura "Giochi della XVII Olimpiade — Roma — MCMLX". Il 16 luglio 1957, su proposta della commissione artistica, si formò la Giuria esaminatrice, sotto la presidenza di Roberto Roberti, già presidente dell'Unione Italiana Professionisti e Artisti. Al concorso parteciparono 249 bozzetti presentati da 212 artisti e, il 9 agosto 1957, la giuria ritenne che nessuna bozza presentata fosse in linea con i requisiti richiesti, non assegnando quindi alcun premio. Allo stesso tempo venne indetto un secondo concorso, annunciando i nomi dei dodici partecipanti, corrispondenti agli autori dei dodici bozzetti ritenuti migliori. La stessa giuria decise, il 10 gennaio 1958, che l'opera di Armando Testa di Torino fosse la migliore soluzione artistica presentata; tuttavia, il 22 gennaio, il Comitato esecutivo del CONI non ratificò la scelta in quanto non ritenne che soddisfacesse completamente i requisiti (ma comunque autorizzò l'aggiudicazione del premio a Testa) e invitò nel contempo la Sezione Arte a ricercare una collaborazione con i dodici artisti italiani qualificati per l'elaborazione dello stemma. La Sezione Artistica, nella seduta del 6 febbraio 1958, prese atto delle decisioni del CONI e decise di proporre all'autore del progetto vincitore, Testa, di apportare modifiche al suo bozzetto vincitore; il progetto definitivo di Testa, dopo essere stato approvato dalla Commissione per le Arti e dal Comitato Esecutivo del CONI, venne quindi adottato come stemma ufficiale dei Giochi.
Il logo o emblema ufficiale dei Giochi rappresentava i cinque cerchi olimpici, sovrastati dalla scritta "1960" in numeri romani ("MCMLX") a sua volta sormontata dalla Lupa capitolina, rappresentata nel celebre bronzo dei Musei Capitolini, nell'atto di allattare Romolo e Remo.
Poster
Il poster, o manifesto olimpico dei Giochi, fu disegnato anch'esso da Armando Testa e riproponeva la Lupa capitolina, nell'atto di allattare Romolo e Remo, in questo caso posizionata sopra un capitello (il cosiddetto "Capitello del Belvedere", rinvenuto alle Terme di Caracalla) nel quale erano incise le scritte "ROMA" e "MCMLX" e la scena di un atleta vittorioso incoronato secondo gli usi dell'antica Roma, circondato da persone in toga che lo festeggiano; in alto, il poster proponeva la scritta "GIOCHI DELLA XVII OLIMPIADE" "ROMA" "25.VIII - 11.IX" e i cinque cerchi olimpici. Il poster venne riprodotto in undici lingue, per un totale di 290 000 copie (12 000 in arabo, 22 000 in tedesco, 55 000 in inglese, 30 000 in francese, 7 000 in greco, 83 000 in italiano, 15 000 in giapponese, 13 000 sia in portoghese sia in russo, 30 000 in spagnolo e 10 000 in urdu).
Fiamma olimpica
La fiamma olimpica dei Giochi della XVII Olimpiade venne accesa a Olimpia, il 12 agosto 1960, con la cerimonia rituale che precede ogni edizione delle Olimpiadi. La fiamma viaggiò attraverso le torce progettate dall'archeologo Amedeo Maiuri e prodotte dall'azienda Curtisa di Bologna, tramite una staffetta di 1 529 tedofori e un percorso di 1863 km lungo le strade di Grecia e Italia, fino a giungere a Roma il 25 agosto 1960, giorno della cerimonia di apertura dei Giochi. L'ultimo tedoforo Giancarlo Peris, con la sua torcia, accese il braciere olimpico collocato sulla sommità degli spalti dello stadio Olimpico, il quale rimase ardente fino all'11 settembre, giornata conclusiva della manifestazione.
Medaglie

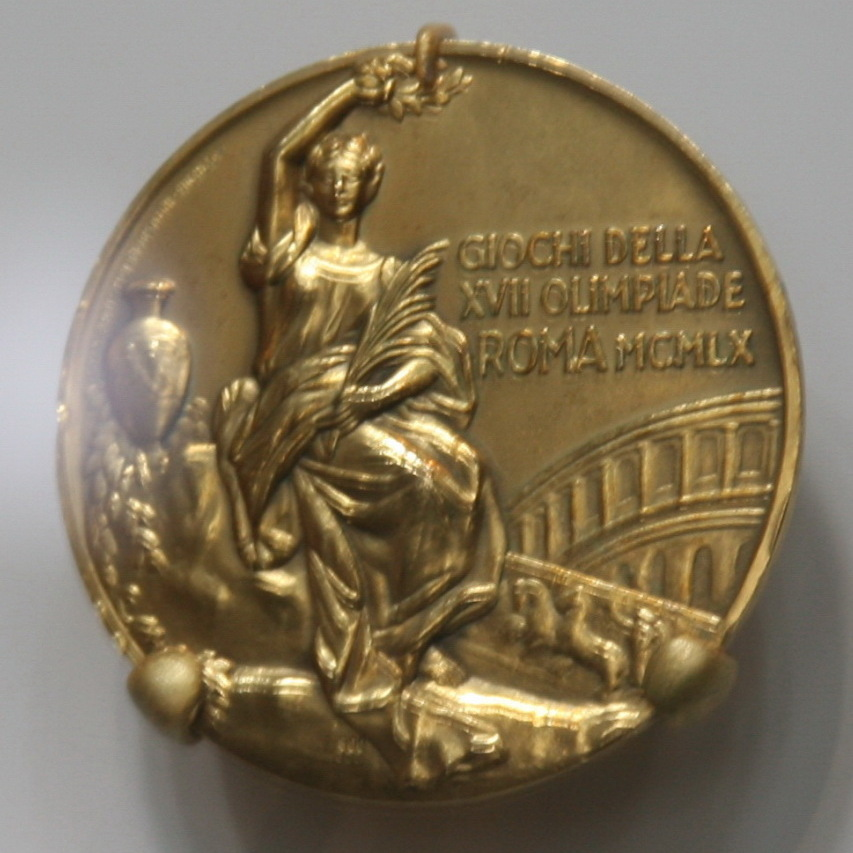
La medaglia d'oro dei Giochi di Roma 1960.

Le medaglie olimpiche assegnate agli atleti classificati ai primi tre posti di ogni evento furono progettate dall'artista fiorentino Giuseppe Cassioli e coniate dalla ditta Stabilimenti Artistici Fiorentini, anch'essa del capoluogo toscano.
La composizione delle medaglie, tutte aventi peso di 102 g, era in argento dorato e bronzo per tutti i vincitori, in argento e bronzo per i piazzati al secondo posto e in bronzo per i terzi classificati, e il diametro delle stesse fu di 6,8 cm per quella del 1º posto, 7 cm per quella del 2º posto e 6,9 cm per quella del 3º posto. Le incisioni sulle due facce della medaglie furono le stesse che contraddistinsero tutte quelle assegnate nelle edizioni comprese tra Amsterdam 1928 e Città del Messico 1968: su una faccia vi era raffigurata la "dea della vittoria" con una palma nella mano sinistra e la corona della vittoria nella mano destra, e al suo lato destro l'incisione specifica: "GIOCHI DELLA XVII OLIMPIADE ROMA MCMLX"; sull'altra faccia era raffigurato un campione olimpico portato in trionfo dalla folla, con lo stadio olimpico sullo sfondo. Le medaglie di questi Giochi furono circondate da un cerchio di bronzo raffigurante una corona di alloro con una catena, disegnata anch'essa come una sequenza di foglie di alloro in bronzo, e i due lati delle stesse furono invertiti rispetto alle precedenti edizioni: la faccia con il campione olimpico portato in trionfo era quella davanti mentre la faccia con la "dea della vittoria" era quella dietro.
Le medaglie commemorative date ai partecipanti furono invece progettate dallo scultore catanese Emilio Greco e coniate dalla ditta Bertoni di Milano, raffiguranti su una faccia una tedofora svestita in corsa, con i cerchi olimpici sullo sfondo, e sull'altra faccia un volo di aquile sopra lo stadio Olimpico. Ulteriori medaglie commemorative furono coniate dall'Istituto Poligrafico e Zecca dello Stato su commissione del Comitato Organizzatore.
Il numero delle medaglie coniate fu di 280 per i vincitori (distribuite 273), 280 per i secondi classificati (distribuite 273), 290 per i terzi classificati (distribuite 281), 16 276 quelle commemorative.
Diplomi
I diplomi olimpici, realizzati da Elio Tomei, furono consegnati a tutti gli atleti classificatisi nei primi posti di ogni evento, in conformità al Regolamento Olimpico del CIO. Scritti in lingua italiana, i diplomi rappresentavano una lapide marmorea sulla quale raffigurato, a sinistra, il logo dei Giochi e, a destra, dall'alto verso il basso le scritte "GIOCHI DELLA XVII OLIMPIADE", "DIPLOMA", il nome dell'atleta, il comitato olimpico nazionale dell'atleta, il suo piazzamento nell'evento e lo sport che aveva praticato. I diplomi consegnati furono in totale 1 801 e vennero firmati dal presidente del CIO Avery Brundage e dal presidente del Comitato Organizzatore Giulio Andreotti.
Furono inoltre rilasciati 5 800 speciali "diplomi di merito", firmati dal presidente del Comitato Organizzativo Andreotti e dal presidente del Comitato Esecutivo Giulio Onesti, conferiti a persone e istituzioni che, sotto varie forme, avevano contribuito ai vari settori dell'organizzazione.

### Controversie

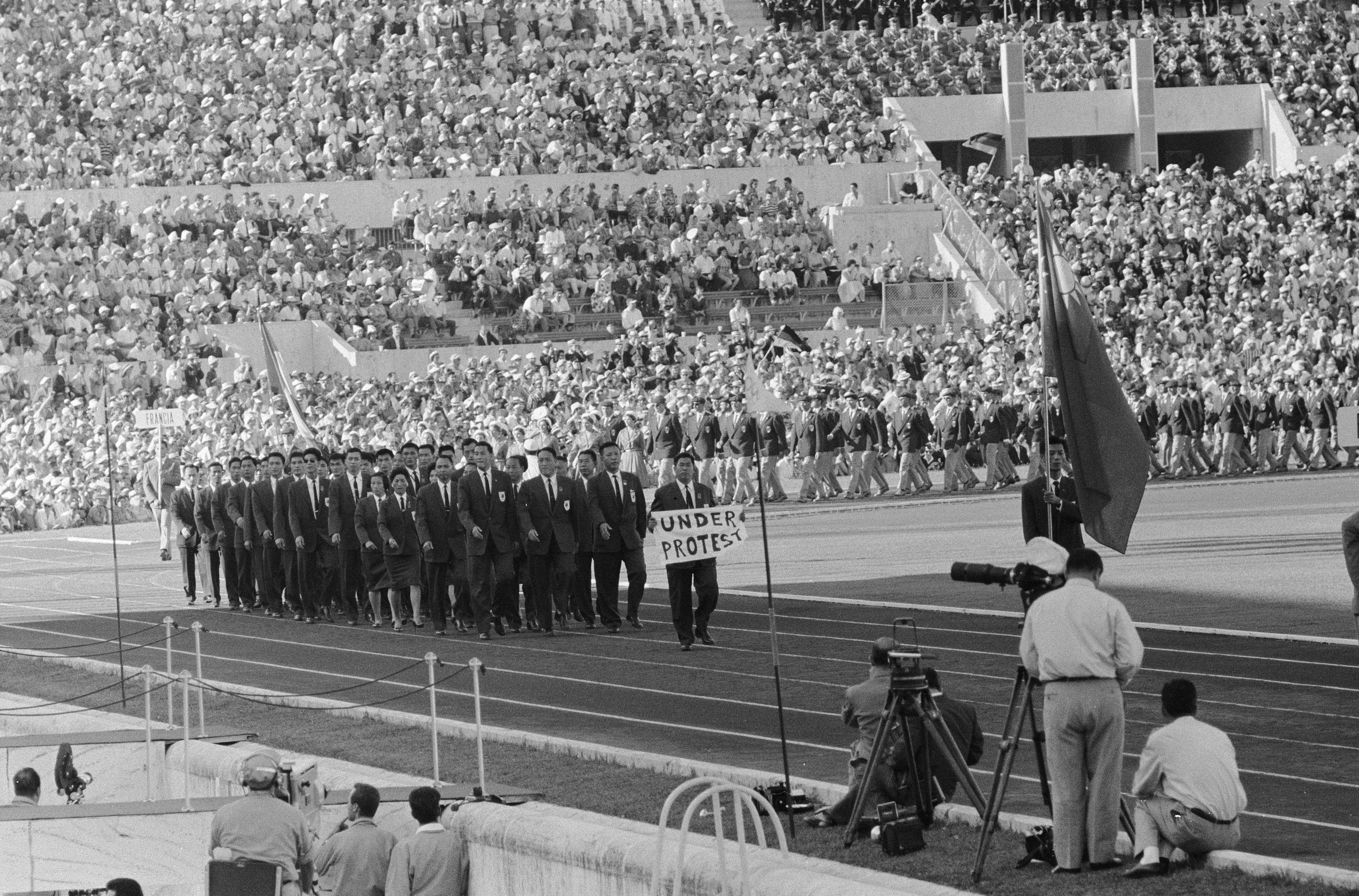
La squadra di sfila durante la cerimonia di apertura esponendo un cartello di protesta

L'unica controversia dei Giochi, seppur di lieve entità, riguardò la partecipazione della delegazione di Taiwan: la nazione asiatica voleva gareggiare a Roma con il proprio nome ufficiale di "Repubblica di Cina", ma il Comitato Olimpico Internazionale fece in modo che gareggiasse con il nome di "Taiwan" o "Formosa", onde evitare problemi diplomatici con la Cina (ufficialmente Repubblica Popolare Cinese); per questo motivo, durante la sfilata delle delegazioni nella cerimonia di apertura allo Stadio Olimpico, il porta-cartello di Taiwan tirò fuori un cartello alternativo, nel quale vi era scritto in lingua inglese "Under Protest" ("protesto", tradotto in lingua italiana).

### Diffusione
I Giochi di Roma 1960 furono la prima Olimpiade estiva ad avere una copertura di trasmissione televisiva in diretta al di fuori del paese ospitante (cosa che in precedenza era avvenuta solamente per i Giochi invernali di Cortina 1956, sempre in Italia), essendo stata trasmessa in diciotto nazioni europee: quattordici comprese nell'Eurovisione (Austria, Belgio, Danimarca, Finlandia, Francia, Germania Ovest, Gran Bretagna, Italia, Lussemburgo, Norvegia, Paesi Bassi, Svezia, Svizzera e Jugoslavia) e quattro nell'Intervisione (Cecoslovacchia, Germania Est, Polonia e Ungheria); furono in totale ventuno i paesi/territori che ebbero una copertura televisiva in quanto, anche se non in diretta, trasmetterono per la prima volta le immagini dei Giochi estivi anche gli Stati Uniti e il Canada, tramite la CBS, e il Giappone, tramite NHK: il segnale video veniva registrato direttamente su dei nastri magnetici all'aeroporto e le bobine venivano spedite dal primo aereo a reazione in partenza per New York e Tokyo, per trasmettere le gare in televisione con qualche ora di ritardo. Spagna, Portogallo e Unione Sovietica non riuscirono a effettuare i necessari collegamenti per trasmettere anche loro in diretta televisiva i Giochi. Inoltre, sessanta organizzazioni di trantasette paesi usufruirono dei resoconti giornalistici cinematografici quotidiani. Per quanto concerne le radio, settantacinque emittenti di sessanta paesi effettuarono trasmissioni radiofoniche sui Giochi da Roma.
Incaricata di produrre e distribuire in esclusiva il segnale per la copertura radiotelevisiva dei Giochi, quale "host broadcasting", fu la RAI, azienda italiana di servizio pubblico radiotelevisivo; a sua volta la RAI distribuì i suoi servizi, i resoconti cinematografici, le immagini e l'audio alle altre emittenti estere. La produzione del segnale delle trasmissioni avvenne in bianco e nero.
Il centro di produzione e trasmissione del servizio radiotelevisivo, chiamato "Olympic Centre", ebbe sede presso il palazzo del Collegio della Musica al Foro Italico per scelta della RAI, dove furono realizzati 58 studi anche per le emittente estere.
A seguito della modifica della Carta Olimpica del 1958, in cui venne inserito l'art. 49 che dava facoltà al Comitato Organizzatore (con l'approvazione del CIO) della vendita dei diritti, i Giochi di Roma 1960 furono la prima Olimpiade estiva ad ottenere dei ricavi dai diritti di trasmissione alle emittenti televisive. Il Comitato Organizzatore dai contratti per la ritrasmissione dei Giochi ottenne un importo totale di circa 1200000 $, dei quali 394000 $ dalla CBS per l'esclusiva negli Stati Uniti, 700000 $ dall'EBU per l'Eurovisione in Europa e 50000 $ dalla NHK per l'esclusiva in Giappone; di questi ricavi, il C.O. versò il 5% dei proventi al CIO.
Per quanto concerne la diffusione a mezzo stampa dei Giochi, a Roma furono presenti quarantaquattro agenzie internazionali di stampa, per centottantaquattro giornalisti accreditati, e testate giornalistiche provenienti da sessentaquattro nazioni, per un totale di novecentoquarantatré giornalisti accreditati.
Il Comitato olimpico nazionale italiano scelse nel 1957 il complesso denominato "Domus Mariae" a Roma, realizzato pochi anni prima e di proprietà dell'Azione Cattolica Italiana, quale sede per l'allestimento del "Centro Stampa" e "Centro Notizie" (allo scopo di fornire ai giornalisti, con massima velocità, notizie non ufficiali, ma sempre controllate, in diretta con lo svolgimento delle varie gare, diffondendole contemporaneamente su tutti i vari campi di gara in funzione), fornendola di tutte le attrezzature tecniche necessarie. La scelta della Domus Mariae, situata lungo la via Aurelia, fu fatta a seguito al consenso ricevuto dalla stampa internazionale e, inoltre, per la sua equidistanza dal centro storico, dal Foro Italico, dall'EUR e dal Villaggio Olimpico. In un altro complesso poco distante e anch'esso di proprietà dell'Azione Cattolica Italiana, la "Domus Pacis", furono ospitati i servizi delle agenzie internazionali di stampa.
Sempre il CONI decise che i complessi della "Domus Mariae" e della "Domus Pacis" avrebbero ospitato anche gli alloggi per i giornalisti ufficialmente accreditati ai Giochi.
Il film ufficiale sui Giochi, dal titolo La grande Olimpiade, fu un film documentario prodotto nel 1961 dall'Istituto Luce, società italiana e più antica istituzione pubblica al mondo destinata alla diffusione cinematografica, su regia di Romolo Marcellini. Il film ottenne un grande successo di critica e pubblico in tutto il mondo e, nel 1962, ricevette una nomination all'Oscar (nella categoria miglior documentario) e il Premio d'Oro al Festival cinematografico di Mosca nel 1961.

## I Giochi

### Partecipanti

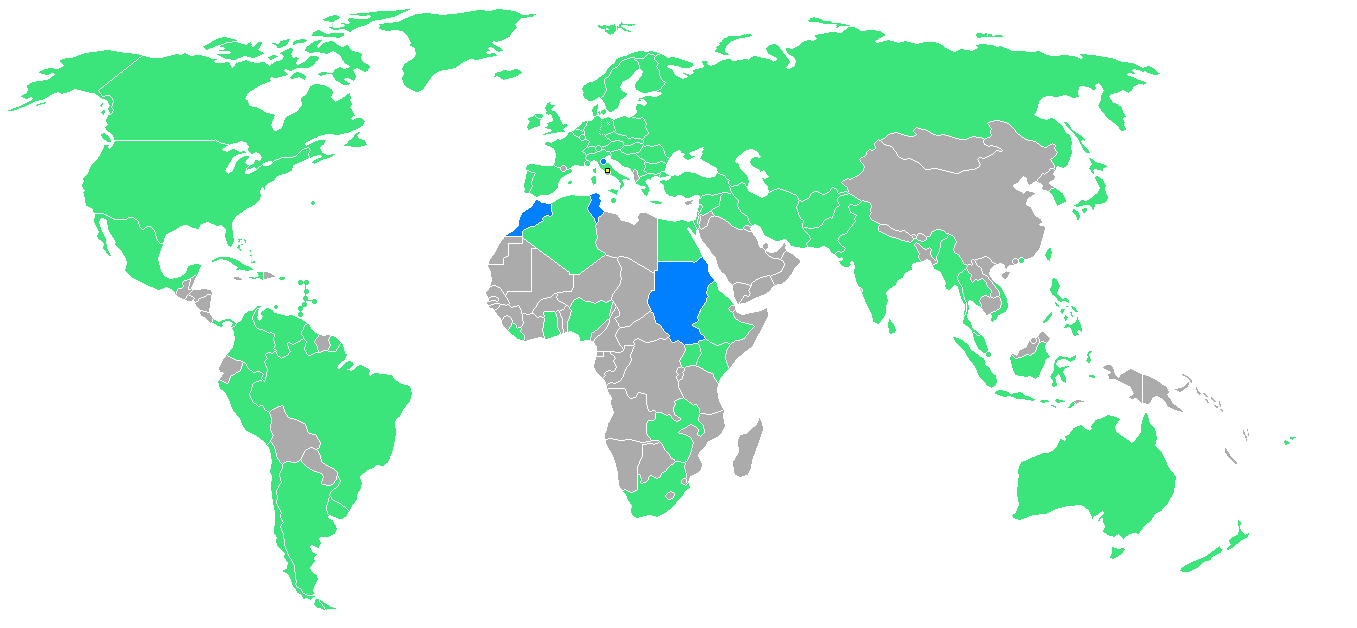
Le Nazioni che hanno partecipato alle Olimpiadi
Blu = nazioni che partecipano per la prima volta
Verdi = nazioni che hanno precedentemente partecipato
Quadrato giallo = città ospitante (Roma).

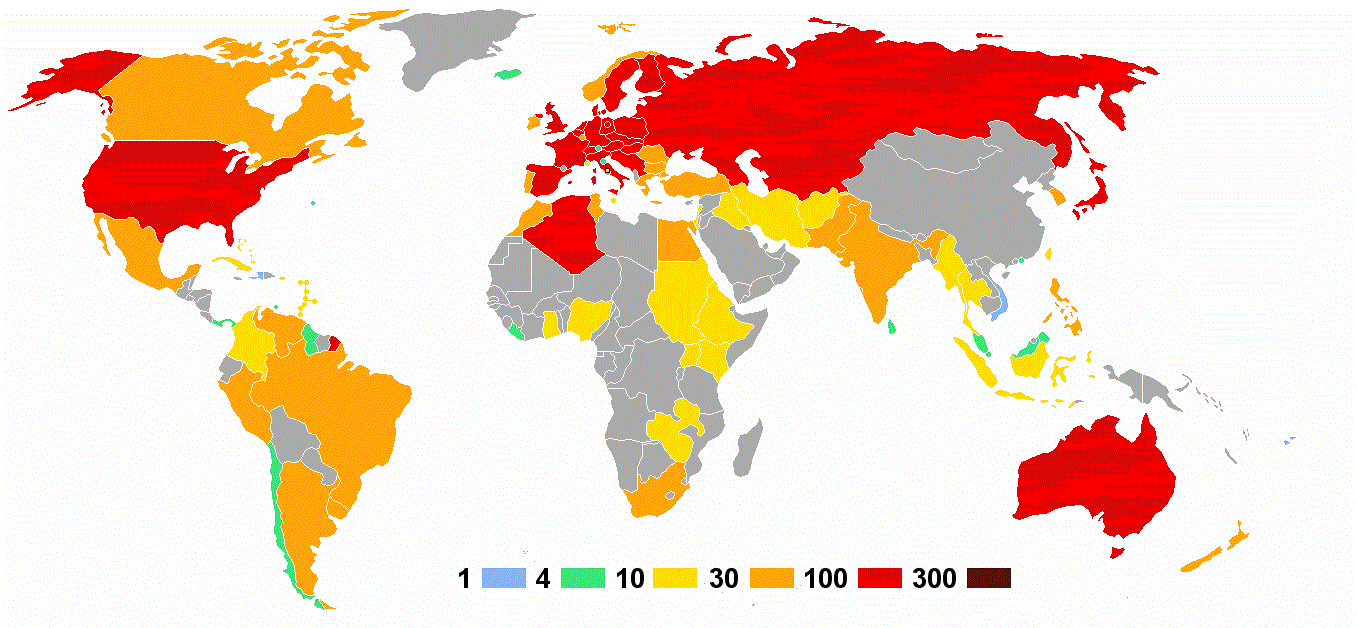
Numero atleti per nazione

All'apertura dei Giochi risultarono iscritti 5 915 atleti di 84 paesi, e presero parte alle gare 5 338 atleti, dei quali 611 donne e 4 727 uomini, in rappresentanza di 83 paesi (in quanto non gareggiò l'unico atleta iscritto per la delegazione della Guyana Olandese), record fino a quel momento nella storia dei Giochi olimpici estivi, superando i 4 955 atleti presenti a Helsinki 1952 e le 72 delegazioni partecipanti a Melbourne 1956.
Il Marocco, San Marino, il Sudan e la Tunisia parteciparono per la prima volta ai Giochi olimpici. Ritornarono a prendere parte ai Giochi estivi le delegazioni di Haiti (assente da quattro edizioni), Iraq e Malta (assenti da due edizioni), Antille Olandesi, Libano, Liechtenstein, Monaco e Panama (assenti da un'edizione), Rhodesia (assente dopo Amsterdam 1928) e Ghana (che però partecipò per la prima volta con questo nome, dopo che era stato ai Giochi del 1952 come Costa d'Oro). Il Borneo del Nord e la Cambogia, che avevano invece partecipato nel 1956, non furono presenti a Roma 1960. La Giamaica e Trinidad e Tobago, che avevano partecipato singolarmente nel 1956, si unirono con le Barbados (mai presente in precedenza ai Giochi) per gareggiare come Indie occidentali; stessa cosa fece l'Egitto, che gareggiò nel 1956, unendosi con la Siria (assente da due edizioni) poiché era stata creata politicamente la Repubblica Araba Unita.
La delegazione più numerosa a Roma in termine di iscritti fu quella della Squadra Unificata Tedesca, in quanto Germania Ovest e Germania Est parteciparono insieme secondo un accordo iniziato a Melbourne 1956, con 321 atleti (dei quali ne gareggiarono 290), anche se poi il paese che schierò effettivamente più partecipanti alle varie gare fu invece gli Stati Uniti (292 atleti, su 305 iscritti). Altre delegazioni numerose furono quelle dell'Italia nazione ospitante (275 partecipanti, su 302 iscritti) e dell'Unione Sovietica (292 partecipanti, su 299 iscritti).
In elenco i paesi partecipanti (tra parentesi il numero di atleti partecipanti/iscritti per delegazione):
- Afghanistan (12/13)
- Antille Olandesi (5/5)
- Argentina (89/101)
- Australia (187/200)
- Austria (104/119)
- Bahamas (13/17)
- Belgio (99/108)
- Bermuda (9/11)
- Birmania (10/11)
- Brasile (76/90)
- Bulgaria (95/117)
- Canada (85/86)
- Cecoslovacchia (115/122)
- Ceylon (5/5)
- Cile (9/9)
- Colombia (16/17)
- Corea del Sud (35/41)
- Cuba (12/12)
- Danimarca (99/122)
- Etiopia (10/12)
- Figi (2/2)
- Filippine (40/43)
- Finlandia (116/120)
- Francia (232/253)
- Ghana (13/15)
- Giappone (161/182)
- Gran Bretagna (250/274)
- Grecia (48/52)

- Guyana britannica (5/6)
- Guyana olandese (0/1)
- Haiti (1/1)
- Hong Kong (4/4)
- India (46/65)
- Indie Occidentali (14/14)
- Indonesia (24/36)
- Iraq (21/22)
- Iran (23/25)
- Irlanda (49/52)
- Islanda (9/9)
- Israele (23/23)
- Italia (275/302)
- Jugoslavia (115/127)
- Kenya (28/31)
- Libano (18/21)
- Liberia (4/5)
- Liechtenstein (5/6)
- Lussemburgo (51/53)
- Malesia (9/9)
- Malta (10/11)
- Marocco (47/54)
- Messico (69/73)
- Monaco (11/13)
- Nigeria (12/13)
- Norvegia (39/43)
- Nuova Zelanda (37/38)
- Paesi Bassi (109/124)

- Panama (6/8)
- Pakistan (45/49)
- Perù (31/31)
- Polonia (192/223)
- Portogallo (66/71)
- Porto Rico (27/29)
- Rep. Araba Unita (74/83)
- Rhodesia (14/15)
- Romania (103/129)
- San Marino (9/10)
- Singapore (5/6)
- Spagna (144/159)
- Squadra Unificata Tedesca (290/321)
- Stati Uniti (292/305)
- Sudafrica  (55/59)
- Sudan (10/10)
- Svezia (136/151)
- Svizzera (151/161)
- Taiwan (26/35)
- Thailandia (20/20)
- Tunisia (39/51)
- Turchia (49/56)
- Uganda (9/12)
- Ungheria (184/201)
- Uruguay (33/38)
- Unione Sovietica (282/299)
- Venezuela (37/39)
- Vietnam del Sud (3/4)

Agli atleti partecipanti vanno aggiunti allenatori e massaggiatori, per un totale di 7 755 persone, 155 rappresentanti del CIO, 432 rappresentanti dei Comitati Olimpici Nazionali e 300 delle federazioni sportive, 1 243 tra giudici, arbitri e cronometristi.

### Discipline
Il programma dei Giochi della XVII Olimpiade, stilato dal Comitato Organizzatore nel 1958 e approvato dal Comitato Olimpico Internazionale durante la 54ª sessione svoltasi a Tokyo nello stesso anno, prevedeva 150 competizioni (121 maschili e 29 femminili) in 19 sport, così riassumibili:
| Fed. Int.         | Sport              | Competizioni maschili | Competizioni femminili | Competizioni miste | Competizioni totali |
| ----------------- | ------------------ | --------------------- | ---------------------- | ------------------ | ------------------- |
| IAAF              | Atletica leggera   | 24                    | 10                     | -                  | 34                  |
| FIFA              | Calcio             | 1                     | -                      | -                  | 1                   |
| ICF               | Canoa/kayak        | 5                     | 2                      | -                  | 7                   |
| FISA              | Canottaggio        | 7                     | -                      | -                  | 7                   |
| UCI               | Ciclismo           | 6                     | -                      | -                  | 6                   |
| FEI               | Equitazione        | 5                     | -                      | -                  | 5                   |
| FIG               | Ginnastica         | 8                     | 6                      | -                  | 14                  |
| FIH               | Hockey su prato    | 1                     | -                      | -                  | 1                   |
| FILA              | Lotta              | 16                    | -                      | -                  | 16                  |
| FINA              | Nuoto              | 8                     | 7                      | -                  | 15                  |
| FIBA              | Pallacanestro      | 1                     | -                      | -                  | 1                   |
| FINA              | Pallanuoto         | 1                     | -                      | -                  | 1                   |
| UIPM              | Pentathlon moderno | 2                     | -                      | -                  | 2                   |
| AIBA              | Pugilato           | 10                    | -                      | -                  | 10                  |
| FIE               | Scherma            | 6                     | 2                      | -                  | 8                   |
| FIHC              | Sollevamento pesi  | 7                     | -                      | -                  | 7                   |
| UIT               | Tiro               | 6                     | -                      | -                  | 6                   |
| FINA              | Tuffi              | 2                     | 2                      | -                  | 4                   |
| IYRU              | Vela               | 5                     | -                      | -                  | 5                   |
| Totale (19 sport) | Totale (19 sport)  | 121                   | 29                     | -                  | 150                 |

Vennero mantenute in programma le stesse diciannove discipline presenti ai precedenti Giochi olimpici del 1956, disputati tra Melbourne e Stoccolma, senza aggiungere ulteriori nuovi sport. Rispetto all'edizione precedente, il totale delle competizioni invece passò da 151 a 150 (per la prima volta da Amsterdam 1928 un'edizione prevedeva un numero di competizioni minore di quella precedente) quale risultato delle seguenti modifiche accordate tra il CIO e le relative federazioni internazionali:
| Sport                 | Competizioni cancellate                                     | Competizioni inserite                                                      |
| --------------------- | ----------------------------------------------------------- | -------------------------------------------------------------------------- |
| Atletica leggera (+1) | -                                                           | 800 metri piani femminili                                                  |
| Canoa/kayak (-2)      | C1 10000 metri C2 10000 metri K1 10000 metri K2 10000 metri | K1 4×500 metri maschile K2 500 metri femminile                             |
| Ciclismo              | Corsa in linea a squadre                                    | Cronometro a squadre                                                       |
| Equitazione (-1)      | Dressage a squadre                                          | -                                                                          |
| Ginnastica (-1)       | Attrezzi a squadre femminile                                | -                                                                          |
| Nuoto (+2)            | -                                                           | Staffetta 4x100 metri misti maschile Staffetta 4x100 metri misti femminile |
| Scherma (+1)          | -                                                           | Fioretto a squadre femminile                                               |
| Tiro (-1)             | Colpo singolo/doppio da 100 metri                           | -                                                                          |
| Vela                  | Classe 12 m² Sharpie                                        | Flying Dutchman                                                            |

Nel programma dei Giochi non vi fu nessuno sport dimostrativo, in aggiunta a quelli ufficiali.

### Calendario degli eventi
|  | Cerimonia di apertura |  | Competizioni |  | Finali |  | Cerimonia di chiusura |

| Data                  | 25/08 | 26/08 | 27/08 | 28/08 | 29/08 | 30/08 | 31/08 | 01/09 | 02/09 | 03/09 | 04/09 | 05/09 | 06/09 | 07/09 | 08/09 | 09/09 | 10/09 | 11/09 |
| --------------------- | ----- | ----- | ----- | ----- | ----- | ----- | ----- | ----- | ----- | ----- | ----- | ----- | ----- | ----- | ----- | ----- | ----- | ----- |
| Cerimonia d'apertura  | ●     |       |       |       |       |       |       |       |       |       |       |       |       |       |       |       |       |       |
| Atletica leggera      |       |       |       |       |       |       | ●     | ●     | ●     | ●     |       | ●     | ●     | ●     | ●     |       | ●     |       |
| Calcio                |       |       |       |       |       |       |       |       |       |       |       |       |       |       |       |       | ●     |       |
| Canoa/kayak           |       |       |       |       | ●     |       |       |       |       |       |       |       |       |       |       |       |       |       |
| Canottaggio           |       |       |       |       |       |       |       |       |       | ●     |       |       |       |       |       |       |       |       |
| Ciclismo              |       | ●     | ●     |       | ●     | ●     |       |       |       |       |       |       |       |       |       |       |       |       |
| Equitazione           |       |       |       |       |       |       |       |       |       |       |       |       | ●     | ●     |       | ●     |       | ●     |
| Ginnastica            |       |       |       |       |       |       |       |       |       |       |       |       |       | ●     | ●     | ●     | ●     |       |
| Hockey su prato       |       |       |       |       |       |       |       |       |       |       |       |       |       |       |       | ●     |       | ●     |
| Lotta                 |       |       |       |       |       |       | ●     |       |       |       |       |       | ●     |       |       |       |       |       |
| Nuoto                 |       |       | ●     |       | ●     | ●     | ●     | ●     | ●     | ●     |       |       |       |       |       |       |       |       |
| Pallacanestro         |       |       |       |       |       |       |       |       |       |       |       |       |       |       |       |       | ●     |       |
| Pallanuoto            |       |       |       |       |       |       |       |       |       | ●     |       |       |       |       |       |       |       |       |
| Pentathlon moderno    |       |       |       |       |       |       | ●     |       |       |       |       |       |       |       |       |       |       |       |
| Pugilato              |       |       |       |       |       |       |       |       |       |       |       | ●     |       |       |       |       |       |       |
| Scherma               |       |       |       |       |       | ●     |       | ●     | ●     | ●     |       |       | ●     |       | ●     | ●     | ●     |       |
| Sollevamento pesi     |       |       |       |       |       |       |       |       |       |       |       |       |       | ●     | ●     | ●     | ●     |       |
| Tiro                  |       |       |       |       |       |       |       |       |       |       |       | '●    | ●     |       | ●     | ●     | ●     |       |
| Tuffi                 |       |       | ●     |       | ●     | ●     |       |       | ●     |       |       |       |       |       |       |       |       |       |
| Vela                  |       |       |       |       |       |       |       |       |       |       |       |       |       | ●     |       |       |       |       |
| Cerimonia di chiusura |       |       |       |       |       |       |       |       |       |       |       |       |       |       |       |       |       | ●     |
| Finali                | 0     | 2     | 4     | 0     | 11    | 5     | 14    | 8     | 11    | 15    | 0     | 14    | 16    | 13    | 12    | 12    | 12    | 1     |

### Cerimonia di apertura

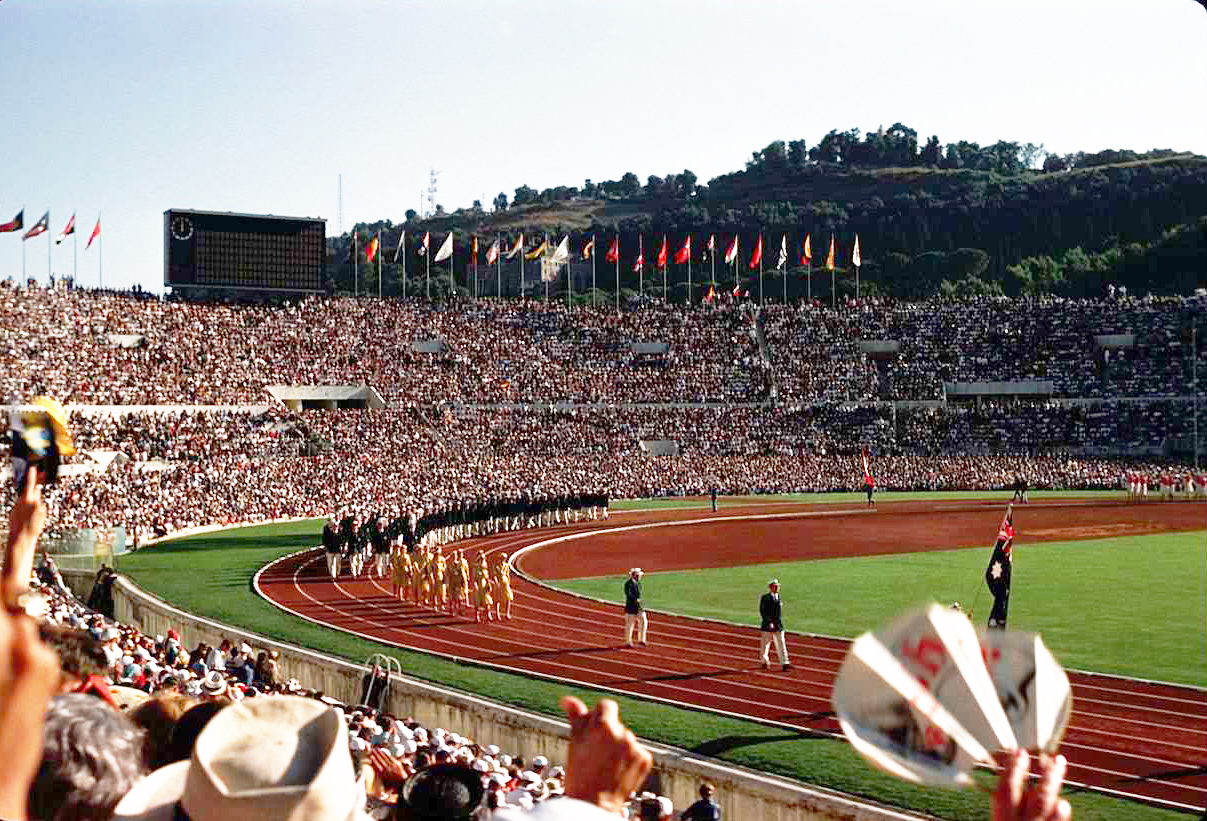
Lo Stadio Olimpico durante la cerimonia.

La cerimonia di apertura dei Giochi della XVII Olimpiade si svolse giovedì 25 agosto 1960, con inizio alle ore 16:30 UTC+1, presso lo Stadio Olimpico di Roma.

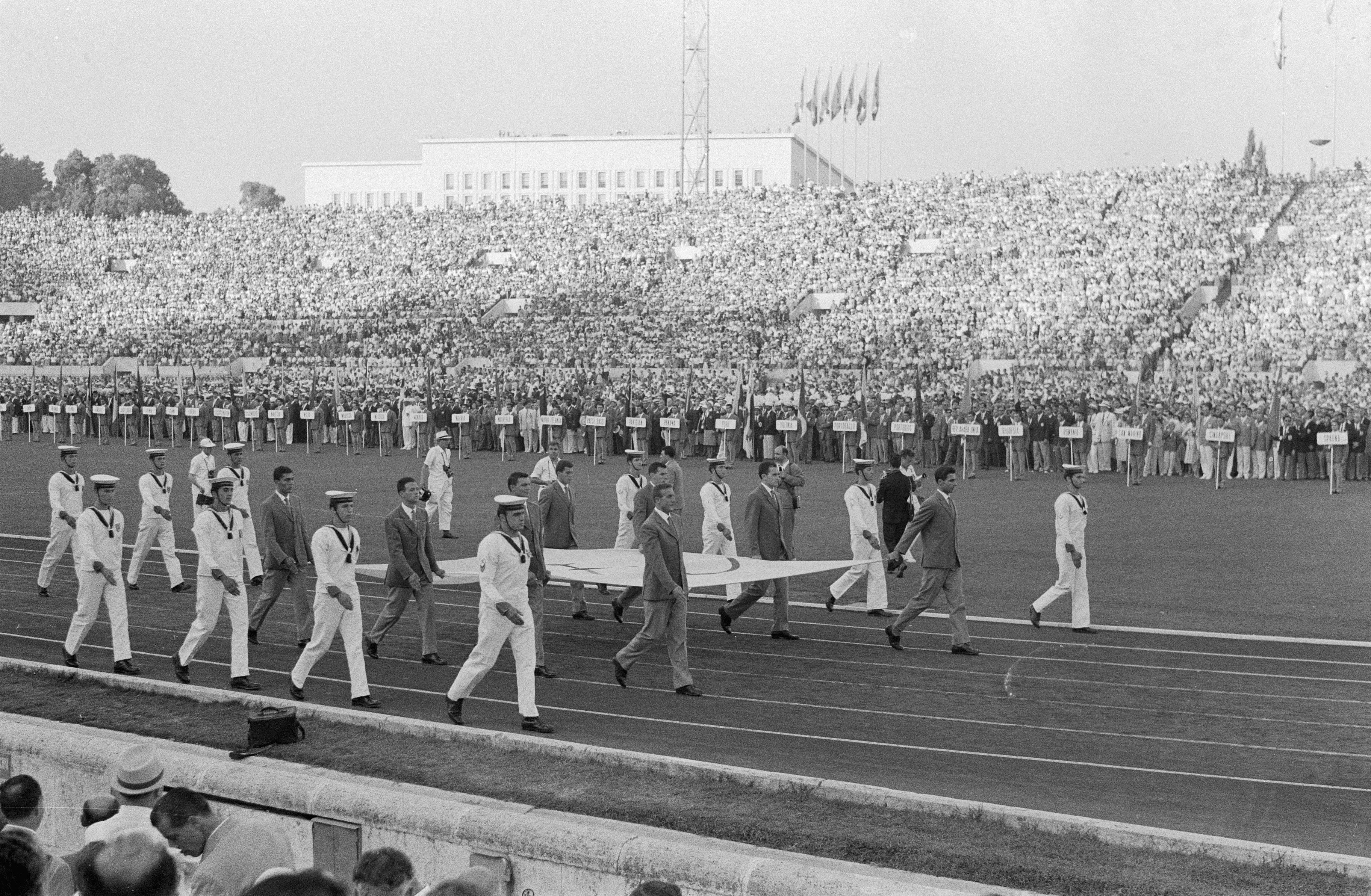
L'ingresso della bandiera olimpica allo stadio.

La parata degli atleti, come da tradizione, fu aperta dalla delegazione della Grecia, con portabandiera il velista Principe Costantino, e venne chiusa dalla delegazione dell'Italia nazione ospitante, con portabandiera lo schermista Edoardo Mangiarotti; gli ottantaquattro paesi partecipanti sfilarono in corteo partendo dal Villaggio olimpico fino allo Stadio dei Marmi, per concludere il percorso con l'ingresso nello Stadio Olimpico.
Il presidente del Comitato Organizzatore Giulio Andreotti e il presidente del Comitato Olimpico Internazionale Avery Brundage pronunciarono i saluti protocollari, ai quali seguì il Presidente della Repubblica Italiana Giovanni Gronchi che alle ore 17:19 dichiarò ufficialmente aperti i Giochi con la formula «Proclamo aperti i Giochi Olimpici di Roma celebranti la XVII Olimpiade dell'era moderna».
Venne issata la bandiera olimpica e fu pronunciato il giuramento olimpico dal discobolo Adolfo Consolini, mentre nel cielo dello stadio furono liberate in volo cinquemila colombe. Il braciere olimpico, collocato sulle tribune dello stadio, venne acceso alle ore 17:30 dall'ultimo tedoforo, il mezzofondista Giancarlo Peris.
Il programma artistico della cerimonia ebbe solamente l'esecuzione di alcune marce, a turno a brevi intervalli, da parte delle bande dei Carabinieri, dell'Aeronautica Militare, della Guardia di Finanza e della Polizia prima dell'inizio del programma protocollare.

### Avvenimenti principali
Il bel tempo aiutò il raggiungimento di buoni risultati tecnici, basta pensare ai venti primati olimpici e ai quattro primati mondiali migliorati nell'atletica leggera maschile e ai dodici olimpici e tre mondiali in quella femminile. Nelle gare veloci, dopo trent'anni di predominio gli statunitensi persero l'oro sui 100 metri consegnandolo al primatista tedesco Armin Hary; nella distanza doppia per la prima volta prevalse un mediterraneo, Livio Berruti, che eguagliò il record mondiale; nel salto in alto apparve il sovietico Valerij Brumel', che con la tecnica ventrale risulterà uno dei migliori esponenti in assoluto della disciplina; nella velocità femminile si mise in luce Wilma Rudolph (oro nei 100 metri piani, 200 metri piani e staffetta 4 x 100 metri) colpita da poliomielite nella prima infanzia e ricca di talento e volontà.
La stessa tendenza si ebbe nel nuoto, con tre record mondiali in campo maschile e quattro in quello femminile e con un dominio complessivo degli australiani e degli statunitensi.
Miglioramenti tecnici si ebbero anche nel sollevamento pesi, dove proseguì la supremazia della scuola dell'Europa orientale, e nel ciclismo su pista, dove gli italiani si misero in evidenza. La disputa della prima medaglia d'oro risultò fatale al venticinquenne ciclista danese Knud Enemark Jensen che durante la cronometro a squadre crollò a terra colpito da un'insolazione.
Nella scherma, gli atleti sovietici si inserirono nella spartizione delle medaglie rompendo la tradizionale egemonia latina; l'introduzione del fioretto elettrico premiò qualità come la resistenza degli atleti a scapito dell'eleganza e dell'astuzia.
Nella ginnastica si assistette al consueto dominio dello squadrone sovietico, contrastato efficacemente solo dai sorprendenti ginnasti giapponesi, che misero al collo ben quattro ori.
Venne scalfito, invece, il mito dell'invincibilità dei mediorientali nella lotta, dato che sia nella lotta libera sia in quella greco-romana le medaglie furono maggiormente ripartite fra occidentali, orientali e mediorientali.
Questa Olimpiade vide sfumare altre consuetudini come quella della vittoria dell'India nell'hockey su prato e quella dell'imbarcazione statunitense nell'otto del canottaggio; nel primo caso fu il Pakistan ad arrecare la prima delusione agli indiani, mentre nel secondo caso furono i tedeschi, in forte ascesa in questa disciplina, a soffiare l'oro agli statunitensi.
Una particolarità riguarda il cronometraggio, che solo in questa occasione non fu effettuato dalla Omega SA, ma dalla Federazione Italiana Cronometristi, con la presenza di 82 cronometristi provenienti da quasi tutta Italia (tra questi il futuro scrittore Luciano De Crescenzo) e che hanno rilevato e certificato le prestazioni degli atleti e i record nelle gare di atletica, nuoto, ciclismo, canottaggio, pugilato e sport equestri. Alcune apparecchiature "storiche" utilizzate nell'occasione sono conservate presso la sede della FICr a Roma e presso il Museo del Cronometraggio a Bari.

### Cerimonia di chiusura
La cerimonia di chiusura dei Giochi della XVII Olimpiade si svolse domenica 11 settembre 1960, con inizio alle ore 18:50 UTC+1, presso lo stadio Olimpico di Roma; venne preceduta dall'esecuzione di alcune marce, suonate a turno dalle bande dei Carabinieri, dell'Aeronautica Militare, della Guardia di Finanza e della Polizia di Pubblica Sicurezza, ed ebbe luogo dopo la conclusione allo stadio della competizione di salto ostacoli a squadre, unico evento disputato nell'ultima giornata dei Giochi.
Gli alfieri di tutte le ottantaquattro delegazioni nazionali che parteciparono ai Giochi fecero ingresso nello stadio e si disposero a semicerchio attorno ad un podio.
Con l'esecuzione in sequenza degli inni nazionali Ýmnos is tin Eleftherían (greco), Canto degli italiani (italiano) e infine Kimi ga yo (giapponese, nazione organizzatrice degli Giochi della XVIII Olimpiade, a Tokyo, nel 1964) furono issate su tre pennoni le bandiere di Grecia, Italia e Giappone.
Il Presidente del Comitato Olimpico Internazionale Avery Brundage, dal podio, proclamò chiusi i Giochi della XVII Olimpiade. Conclusero la manifestazione lo spegnimento del fuoco che ardeva da diciotto giorni sul braciere olimpico, l'esecuzione dell'inno olimpico da parte del coro dell'Accademia Nazionale di Santa Cecilia e dalla banda dei Carabinieri, e l'ammainamento della bandiera olimpica; il tutto accompagnato da migliaia di torce accese, in una fiaccolata sulle tribune che illuminò il pubblico partecipante dopo lo spegnimento delle luci dello stadio.

## Risultati

### Medagliere
Di seguito le prime dieci posizioni del medagliere:
  Nazione ospitante 
| Pos. | Squadra                   | Oro | Argento | Bronzo | Tot. |
| ---- | ------------------------- | --- | ------- | ------ | ---- |
| 1    | Unione Sovietica          | 43  | 29      | 31     | 103  |
| 2    | Stati Uniti               | 34  | 21      | 16     | 71   |
| 3    | Italia                    | 13  | 10      | 13     | 36   |
| 4    | Squadra Unificata Tedesca | 12  | 19      | 11     | 42   |
| 5    | Australia                 | 8   | 8       | 6      | 22   |
| 6    | Turchia                   | 7   | 2       | 0      | 9    |
| 7    | Ungheria                  | 6   | 8       | 7      | 21   |
| 8    | Giappone                  | 4   | 7       | 7      | 18   |
| 9    | Polonia                   | 4   | 6       | 11     | 21   |
| 10   | Cecoslovacchia            | 3   | 2       | 3      | 8    |

### Protagonisti

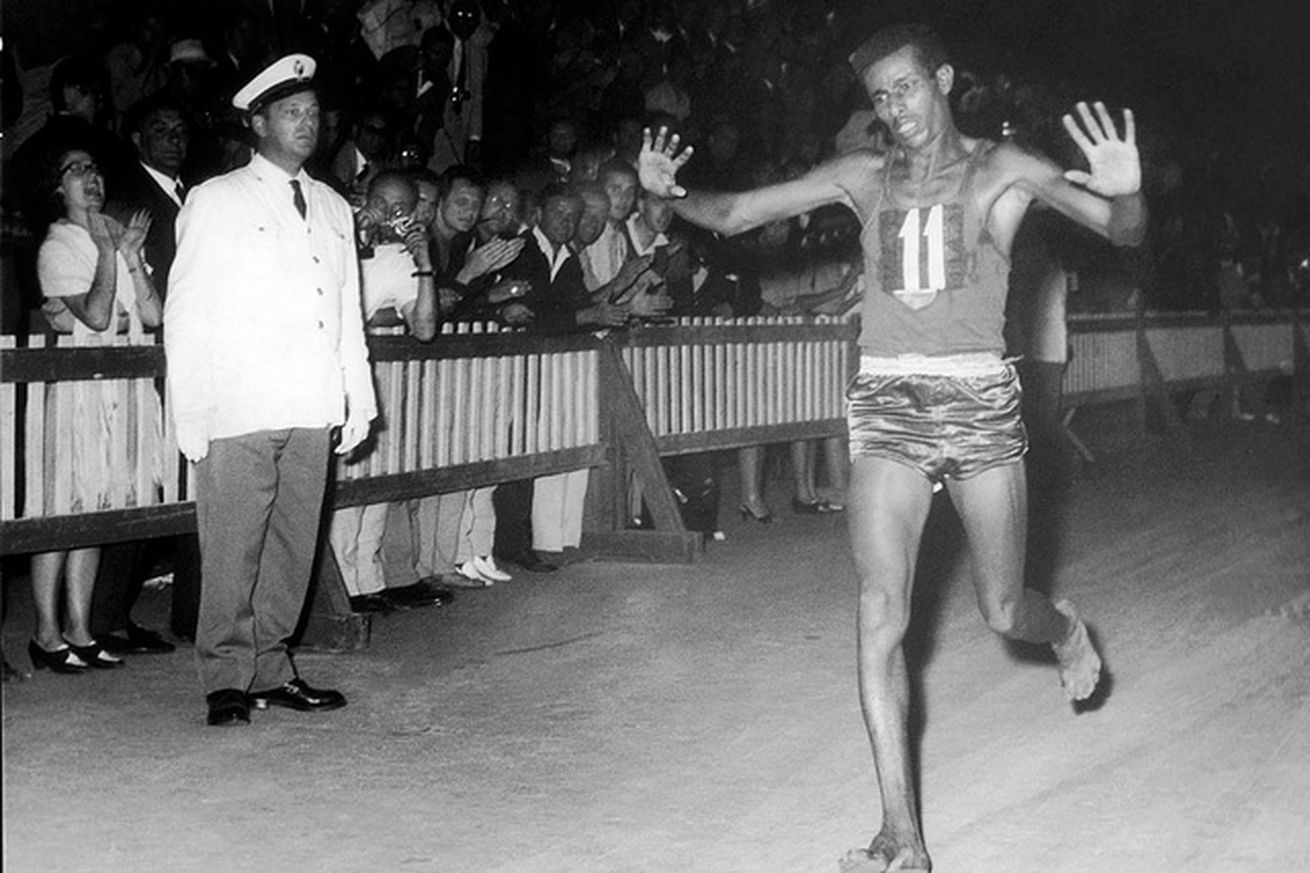
Abebe Bikila al traguardo della maratona

- Wilma Rudolph, statunitense, soprannominata in Italia la Gazzella Nera, gareggia con un piccolo apparecchio ortopedico ai piedi, retaggio della poliomielite. Questo però non le impedisce di trionfare nei 100 e 200 metri piani e nella staffetta 4x100 e di meritarsi il titolo di Regina delle olimpiadi romane.
- Cassius Clay, il futuro Muhammad Ali, vince la medaglia d'oro nei pesi mediomassimi del pugilato (chiamati all'epoca massimi-leggeri), anche se la Coppa Val Barker, che in ogni Olimpiade premia il pugile migliore per stile e qualità tecniche, viene assegnata all'azzurro Nino Benvenuti, vincitore dell'oro nei pesi welter e destinato anch'egli ad una grande carriera come professionista.
- La squadra maschile di ginnastica del Giappone vince il primo di cinque ori olimpici consecutivi.
- Il velocista Livio Berruti è il primo europeo nella storia delle olimpiadi a spezzare il dominio dei nordamericani nei 200 metri piani; dopo di lui tale impresa riuscirà solo a Valerij Borzov, a Pietro Mennea e al greco Konstadínos Kedéris. Sia in semifinale che in finale Berruti eguaglia il record del mondo (20"5).
- L'etiope Abebe Bikila, sergente della guardia del Negus, giunge a Roma da perfetto sconosciuto. Tagliò il traguardo della maratona da trionfatore sotto l'arco di Costantino, correndo a piedi scalzi su suggerimento del suo allenatore e stabilendo, con 2h15'16"2, il nuovo record olimpico.
- L'americano Rafer Johnson e il taiwanese Yang Chuan-kwang, compagni di università ad UCLA, danno vita ad una delle più combattute gare dell'Olimpiade, nel decathlon, che sarà vinta dal primo con un distacco di soli 63 punti.
- Nella lotta i Turchi su sedici specialità vincono ben 7 medaglie d'oro e due d'argento.
- Lo statunitense Glenn Davis bissa il successo dell'Olimpiade precedente nei 400 m ostacoli.
- Le sorelle sovietiche Irina e Tamara Press trionfano rispettivamente negli 80 m ostacoli e nel getto del peso. All'Olimpiade seguente Irina si imporrà nel pentathlon, e Tamara conquisterà l'oro nel peso e nel disco.
- Nel nuoto Australia e Stati Uniti fanno la parte del leone con 4 medaglie d'oro per nazione; l'unico titolo non conquistato dagli australiani e dagli statunitensi è quello sui 200 rana femminile, che va alla britannica Lonsbrough.
- L'americana Chris von Saltza trionfa con ben 3 medaglie d'oro nel nuoto (400 stile libero, staffette 4x100 stile libero e mista).
- La nuotatrice statunitense Carolyn Wood, durante la gara dei 100 m farfalla, ingoiò per errore dell'acqua, rischiando l'annegamento. Venne squalificata, dopo aver toccato la linea che separava la sua corsia da quella di una sua avversaria.
- Il ginnasta sovietico Boris Šachlin conquista 4 medaglie d'oro, 2 d'argento e 1 di bronzo: un'impresa storica. L'URSS si afferma trionfalmente nella ginnastica femminile: sulle 15 medaglie in palio, 14 sono sovietiche. La ginnasta russa Larisa Latynina vince 2 ori e sale sul podio in tutte le specialità.
- L'ungherese Aladár Gerevich conquista nella sciabola a squadre la sua settima medaglia d'oro (la prima l'aveva vinta alle Olimpiadi di Los Angeles del 1932).
- Inaspettata sorpresa azzurra nella pallanuoto: l'Italia, 12 anni dopo Londra, si aggiudica la medaglia d'oro davanti a Unione Sovietica e Ungheria. Nel ciclismo, su 6 gare gli Azzurri se ne aggiudicarono 5.
- Nella scherma le medaglie d'oro per l'Italia furono 2: nella spada individuale con Delfino, e nella spada a squadre, con un sestetto di cui faceva parte anche Edoardo Mangiarotti, alla sua ultima Olimpiade. Nell'equitazione i fratelli Raimondo e Piero D'Inzeo (già rispettivamente argento e bronzo ai Giochi del 1956) conquistarono rispettivamente la medaglia d'oro e quella d'argento nel concorso a ostacoli individuale.

## Citazioni e riferimenti
- Lo scrittore contemporaneo Niccolò Ammaniti, nel suo libro Che la festa cominci, immagina che un gruppo di atleti sovietici partecipanti a questa olimpiade, per sfuggire dall'oppressione del regime comunista, si sia rifugiato per decenni nelle catacombe romane per paura di essere trovati dal KGB.
- La serie tv Raccontami, trasmessa in due stagioni da Rai 1, ha come punto di partenza gli ultimi preparativi in vista di queste Olimpiadi.
- La grande olimpiade di Romolo Marcellini, è un film documentario dell'Istituto Luce sull'evento.
- Le olimpiadi dei mariti di Mario Bianchi è un film commedia con Raimondo Vianello e Ugo Tognazzi ambientato durante le Olimpiadi di Roma, ma gli sport sono assenti.